# Randy Orton
Randall Keith Orton (Knoxville, Tennessee; 1 de abril de 1980), conocido como Randy Orton, es un luchador profesional y actor estadounidense. Actualmente trabaja para la empresa WWE, donde se presenta en la marca SmackDown.
Orton es un luchador de tercera generación; pues tanto su abuelo Bob Orton, como su padre Bob Orton, Jr. y su tío Barry Orton fueron luchadores profesionales.
Dentro de su carrera, ha sido 14 veces campeón mundial, 10 veces como Campeón de la WWE y 4 como Campeón Mundial Peso Pesado. Además posee un reinado como Campeón Intercontinental, uno como Campeón Mundial en Parejas junto a Edge, Campeón en Parejas de SmackDown con Bray Wyatt y Luke Harper, y dos como Campeón en Parejas de Raw con Riddle, todo esto lo convierte en Campeón de Triple Corona y también ganó una vez el Campeonato de los Estados Unidos que lo convierte en un Grand Slam.
Reconocido como uno de los más grandes luchadores en la historia de la WWE. Su rivalidad con John Cena ha sido catalogada como uno de los mejores y más largos feudos de la WWE. Orton fue el último poseedor del Campeonato Mundial Peso Pesado, el cual unificaría con el Campeonato de la WWE para convertirse en el Campeón Mundial Peso Pesado de la WWE en TLC: Tables, Ladders & Chairs de 2013. Además fue ganador del Money in the Bank Ladder Match de 2013, y de la Royal Rumble de 2009 y 2017, Orton también ha encabezado múltiples eventos de pago por visión de la WWE, incluidos WrestleMania 25 y WrestleMania XXX.

## Primeros años

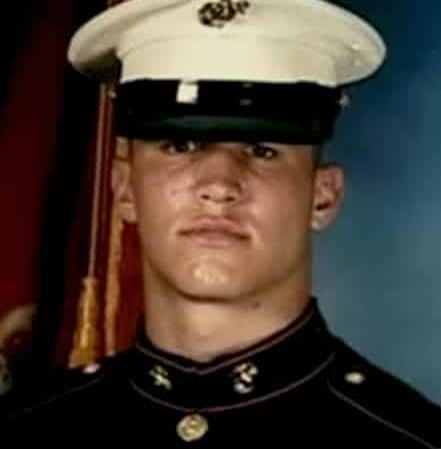
Orton como Marine, en 1998.

Randal Keith Orton nació en Knoxville, Tennessee, el 1 de abril de 1980. Dentro de la familia de Orton, su abuelo, Bob Orton Sr., su padre, "Cowboy" Bob Orton, y su tío, Barry Orton, han sido luchadores profesionales, por lo que se le puede considerar un luchador de tercera generación. Su madre, Elaine, es ama de casa, y es el hermano mayor de Nathan, que es comediante, y de Rebecca. Conociendo las dificultades de la vida como luchador profesional, sus padres intentaron convencerlo de que se mantuviera alejado del deporte. Sin embargo, Orton años más tarde decidió adentrarse al negocio, donde ha recibido el apodo de "The Legend Killer" (El asesino de leyendas), este último debido a sus recurrentes feudos con leyendas de la lucha libre profesional.
En 1998 tras haberse graduado, Orton formó parte del cuerpo de Infantería de Marina de los Estados Unidos de donde fue dado de baja de forma deshonrosa debido a varias ausencias injustificadas, siendo tachado de desertor.

## Carrera

### Inicios
Orton debutó en la lucha libre profesional en el 2000, en la empresa Mid-Missouri Wrestling Association-Southern Illinois Conference Wrestling (MMWA-SICW), ubicada en San Luis, Misuri y perteneciente a Sam Muchnick. En dicha empresa fue entrenado por su padre, Cowboy Bob Orton. Durante ese periodo tuvo combates con luchadores como Ace Strange y Mark Bland. Trabajó en la MMWA-SICW por un mes para luego trabajar como árbitro en algunas luchas de la World Organized Wrestling, donde trabajaba su familiar Barry Orton.
En 2001 firmó un contrato con la World Wrestling Entertainment (WWE) para luego ser enviado a la Ohio Valley Wrestling (OVW) para continuar su entrenamiento. Durante su tiempo en la OVW luchó contra Rico Constantino y The Prototype, formó equipo con Bobby Eaton y se estableció como face. Además, ganó el Campeonato Hardcore en dos ocasiones al derrotar a Mr. Black y Flash Flanagan.

### World Wrestling Federation / Entertainment / WWE

#### Evolution (2002–2004)
Después de su entrenamiento en la OVW fue enviado al plantel principal. Debutó en la WWF el 25 de abril de 2002 en SmackDown!, derrotando a Hardcore Holly. Causó un buen impacto como face en SmackDown! antes de ser enviado a Raw, el cual lo llevó incluso a recibir una oportunidad por el Campeonato Indiscutido frente a Brock Lesnar. En su debut en Raw derrotó a Stevie Richards, por lo que durante las semanas posteriores a este combate, Orton consolidó su giro a heel. Además, sufrió una lesión en su hombro, por lo que solo hizo apariciones en segmentos grabados o vídeos donde daba a conocer su estado de salud, llamados "Randy News Network". a
A su regreso el 20 de enero de 2003, Orton, junto con Ric Flair y Batista, ayudó a Triple H a derrotar a Scott Steiner, siendo el inicio del grupo Evolution, grupo que acogió a Orton durante más de un año en Raw. Evolution representaba (según Triple H) el pasado (Ric Flair), el presente (Triple H) y el futuro (Batista y Orton). Randy Orton comenzó a ser apodado como "The Legend Killer" (El Asesino de Leyendas) después de sus enfrentamientos con Mick Foley, Harley Race y otras leyendas de la lucha libre profesional.
Orton participó en la Elimination Chamber de SummerSlam 2003, frente a Shawn Michaels, Goldberg, Chris Jericho, Kevin Nash y Triple H. Durante el combate ayudó a Triple H a retener el Campeonato Mundial y fue eliminado por Goldberg. En Unforgiven derrotó a Shawn Michaels, por lo que luego declaró que Michaels había sido su «primera leyenda asesinada». Luego, en Survivor Series, formó parte del Team Bischoff (Chris Jericho, Christian, Orton, Scott Steiner & Mark Henry) derrotando al Team Austin (Shawn Michaels, Rob Van Dam, Booker T, Bubba Ray Dudley & D-Von Dudley), siendo Orton el único superviviente al eliminar a Michaels con ayuda de Batista. Como consecuencia, Steve Austin dejó de ser el co-Gerente General de Raw.
Posteriormente ganó su primer campeonato en la WWE, el Campeonato Intercontinental, derrotando a Van Dam en Armageddon con Mick Foley de Árbitro Especial. En ese mismo evento, Ric Flair y Batista ganaron el Campeonato Mundial en Parejas y Triple H ganó el Campeonato Mundial Peso Pesado, logrando que cada miembro del grupo Evolution tuviera un campeonato.
A inicios de 2004, Orton entró en un feudo con Mick Foley, debido a una riña entre ambos en el Royal Rumble después de que Foley le eliminara. En WrestleMania XX, Orton, Batista y Ric Flair derrotaron a The Rock y Foley. El último encuentro entre ambos ocurrió en Backlash, donde derrotó a Mick Foley en un No Holds Barred reteniendo el Campeonato Intercontinental. Luego en Bad Blood retuvo el título nuevamente frente a Shelton Benjamin. Dicho título lo perdió frente a Edge en Vengeance. El 19 de julio en Raw, Orton recibió su revancha por el título contra Edge, pero fue derrotado.

#### Campeón Mundial Peso Pesado (2004–2005)

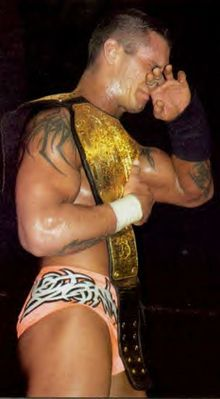
Orton se convirtió en el campeón mundial más joven en la historia de WWE en SummerSlam, en agosto de 2004.

El 26 de julio de 2004, en un episodio de Raw, ganó un 20-Man Battle Royal y se convirtió en el retador N.º 1 por el Campeonato Mundial. El 15 de agosto de 2004 en SummerSlam, Orton derrotó a Chris Benoit obteniendo su primer Campeonato Mundial Peso Pesado, convirtiéndose en el campeón Mundial más joven de la historia de la WWE, a la edad de 24 años. Después de defender exitosamente el título contra Benoit en Raw la noche siguiente, fue traicionado por Evolution, al golpear Triple H a Randy con el título. Más tarde, Triple H pidió a Randy el título, pero Randy se negó, escupiendo en el rostro de HHH y golpeándolo con el cinturón volviéndose face. Retuvo el cinturón durante un mes antes de perderlo a manos de Triple H el 12 de septiembre en Unforgiven, con la ayuda de Ric Flair y Batista. Esto derivó a que Orton entrara en feudo con su excompañero de Evolution Ric Flair, enfrentándose ambos en Taboo Tuesday, ganando Orton en un Steel Cage Match. Sin embargo, el 25 de octubre en Raw, Orton fue derrotado por Flair en la revancha con ayuda de Triple H. Debido a esto, Orton reanudó su feudo con Triple H. En Survivor Series el Team Orton (Orton, Chris Jericho, Chris Benoit & Maven) se enfrentó al Team Triple H (Triple H, Batista, Edge & Snitsky), saliendo victorioso el Team Orton en la lucha de eliminación clásica y como resultado los miembros del Team Orton manejaron por 4 semanas Raw.
A inicios de 2005 continuó su feudo con Triple H, obteniendo una oportunidad por el vacante Campeonato Mundial Peso Pesado, esta vez en una Elimination Chamber en WWE
y Edge con Shawn Michaels de árbitro especial, la cual no pudo ganar tras ser el último eliminado por Triple H. Más tarde, en Royal Rumble luchó nuevamente contra Triple H por el Campeonato Mundial Peso Pesado, pero fue derrotado.

#### Feudo con The Undertaker (2005–2006)

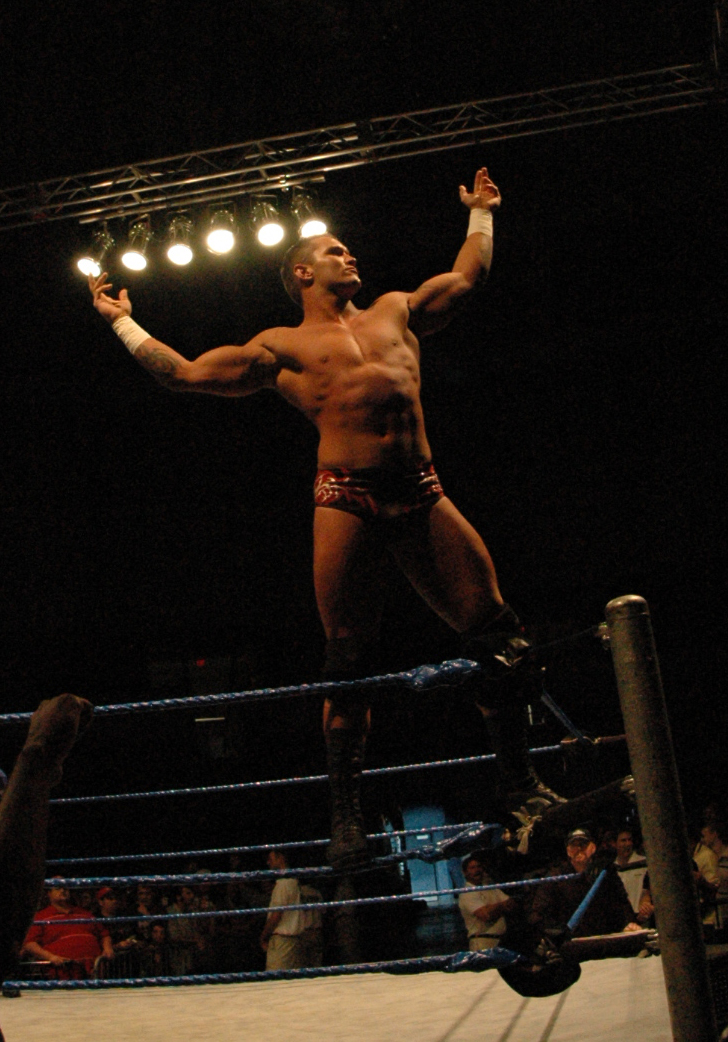
Orton realizando su pose característica, en 2005.

Durante el mes de febrero, Orton mantuvo un feudo con Christian por Stacy Keibler. El 14 de febrero en Raw, Orton derrotó a Christian a pesar de las interferencias de Tyson Tomko. Sin embargo Orton cambió a heel al atacar con un RKO a Stacy. Antes de llegar a WrestleMania 21, Orton inició un nuevo feudo con The Undertaker, manifestando Orton el deseo de acabar la racha de Undertaker en WrestleMania, volviéndose más desafiante y sin miedo. Este feudo derivó a un combate en WrestleMania 21, en donde Undertaker salió victorioso. En dicha lucha sufrió una lesión que lo mantuvo alejado del ring. Sin embargo, durante su periodo inactivo fue movido a la marca SmackDown!.
Hizo su regreso el 16 de junio debutando en SmackDown! interfiriendo en la lucha entre JBL y The Undertaker, aplicándole un RKO a The Undertaker provocando su derrota. El 23 de junio en SmackDown!, Orton alardeó sobre cómo le costó el combate a Undertaker y cuando se retiraba del escenario, «fue alcanzado por un rayo» que le cayó sobre él (kayfabe). El 28 de julio en SmackDown!, Orton reapareció provocando una nueva derrota de Undertaker contra JBL, haciéndole perder una oportunidad al Campeonato Mundial Peso Pesado. Esa acción reactivó el feudo con Undertaker, enfrentándose en SummerSlam, donde Orton derrotó a Undertaker gracias a una interferencia de su padre, Bob Orton. Sin embargo, fue derrotado en la revancha en SmackDown!. Finalmente, en No Mercy, Randy y Bob Orton derrotaron a Undertaker en una lucha donde posteriormente Randy prendió fuego a un ataúd con Undertaker en su interior (kayfabe). Luego trató en numerosas oportunidades capturar el Campeonato Mundial Peso Pesado teniendo un feudo con Eddie Guerrero y el campeón Batista enfrentándose en varios combates, donde Orton no logró la victoria. Orton formó parte del Team SmackDown! en Survivor Series donde derrotaron al Team Raw luego de que Orton fuera el único superviviente. A pesar de aquello, en el mismo Survivor Series, Undertaker hizo su regreso atacando a Orton, lo que desencadenó un último combate entre ellos en Armageddon, en una Hell in a Cell, donde Undertaker se quedó con la victoria.
En el evento Royal Rumble, Orton participó en el Royal Rumble Match donde fue el último eliminado. Rey Mysterio fue el ganador de ese combate, por lo que Orton empezó a burlarse de su recién fallecido amigo Eddie Guerrero, por lo que muchos fanes empezaron a abuchearlo. Orton decidió retarlo en No Way Out, donde al derrotarlo ganó una oportunidad para combatir por el Campeonato Mundial Peso Pesado en WrestleMania 22. En dicho evento, Mysterio se llevó la victoria en una lucha donde también participó el entonces campeón Kurt Angle. El 4 de abril, Orton fue suspendido por 60 días debido a una «conducta anti-profesional». Como forma de sacarle de televisión, el 14 de abril en SmackDown!, Orton se enfrentó a Kurt Angle por los cuartos de final del torneo King of the Ring, siendo derrotado. Durante el combate, Angle le rompió el tobillo aplicándole su Ankle Lock (kayfabe). Tras regresar en junio, posteriormente tuvo un feudo con Kurt Angle, a quien se enfrentó en One Night Stand y Vengeance, con una derrota y una victoria, respectivamente. En el transcurso de este feudo, Orton fue transferido desde SmackDown! a Raw. Durante los meses posteriores tuvo pequeñas rivalidades con Hulk Hogan, a quien no pudo derrotar en SummerSlam, y Carlito, a quien derrotó en Unforgiven.

#### Rated-RKO (2006–2007)

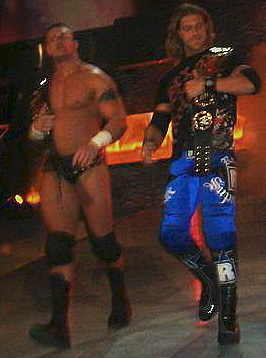
Randy Orton y Edge como Campeones Mundiales en Pareja, en 2007.

A inicios de octubre, Edge formó un dúo con Orton, llamado Rated-RKO, el cual tuvo como objetivo derrotar a D-Generation X (DX). En Cyber Sunday, Edge y Orton derrotaron a DX, terminando con el invicto que mantenían desde junio. El 13 de noviembre en Raw, Rated-RKO ganó el Campeonato Mundial en Parejas, derrotando a Ric Flair & Roddy Piper. Su feudo con DX continuó en Survivor Series en donde el equipo de Orton (compuesto por Rated-RKO, Mike Knox, Johnny Nitro y Gregory Helms) sufrió una derrota frente al equipo DX (compuesto por Triple H, Shawn Michaels, Matt Hardy, Jeff Hardy y CM Punk. Dicho combate fue de eliminación y el equipo de DX no sufrió ninguna baja, mientras que el de Orton fue eliminado en su totalidad. En Tribute the Troops se enfrentó a Carlito terminando su feudo con él, pero fue derrotado.
Orton comenzó el año enfrentándose a D-Generation X en New Year's Revolution por el Campeonato Mundial en Parejas que poseía junto a Edge. Durante esta lucha, Triple H, oponente de Orton, sufrió una lesión, por lo cual la lucha debió acabar apresuradamente. Orton participó en el Royal Rumble Match, donde fue eliminado dentro de los últimos cuatro participantes. Un día después, el 29 de enero, perdió junto con Edge el Campeonato Mundial en Parejas frente al equipo de John Cena & Shawn Michaels.
Orton se clasificó y participó en la Money in the Bank de WrestleMania 23, donde se enfrentó a CM Punk, Finlay, Edge, Mr. Kennedy, King Booker, Matt Hardy y Jeff Hardy, lucha que fue ganada por Kennedy. Posteriormente en Backlash, participó en la lucha por el Campeonato de la WWE frente al entonces campeón John Cena, Edge y Shawn Michaels, donde Cena salió victorioso. Una semana antes de Judgment Day, en Raw, atacó a Shawn Michaels, causándole una conmoción cerebral, por lo que se pactó una lucha entre ambos para ese evento, en donde Michaels sufrió una segunda conmoción lo que permitió a Orton ganar el combate. Durante las semanas posteriores atacó de la misma forma a Rob Van Dam y Tommy Dreamer con su Running Punt Kick. En One Night Stand, Van Dam derrotó a Orton en una Stretcher Match, pero Orton lo atacó después del combate, provocándole una conmoción. La siguiente semana en Raw hizo exactamente lo mismo con Ric Flair. En The Great American Bash, Randy Orton luchó contra Dusty Rhodes en una Texas Bull Rope Match, a quien derrotó y posteriormente causó una conmoción debido a un golpe (kayfabe).

#### Primeros reinados como Campeón de la WWE (2007–2008)
Durante los meses posteriores, Orton participó en combates por el Campeonato de la WWE frente al campeón John Cena. En los eventos Vengeance: Night of Champions y SummerSlam fue derrotado, mientras que en Unforgiven obtuvo una victoria por descalificación, lo cual no le permitió ganar el campeonato. Finalmente, en No Mercy, Vince McMahon le entregó el Campeonato de la WWE a Orton (debido a que Cena se lesionó gravemente y fue forzado a dejar el título vacante), siendo derrotado minutos después por Triple H, perdiendo el título, solo para recuperarlo una hora después en un Last Man Standing Match, al derrotar a Triple H.
En Cyber Sunday, Survivor Series y Armageddon, Orton debió defender el Campeonato de la WWE frente a Shawn Michaels (en dos ocasiones) y Chris Jericho. En dichos eventos, logró retener el campeonato, al ser derrotado en dos oportunidades por descalificación y obtener una victoria por pinfall.

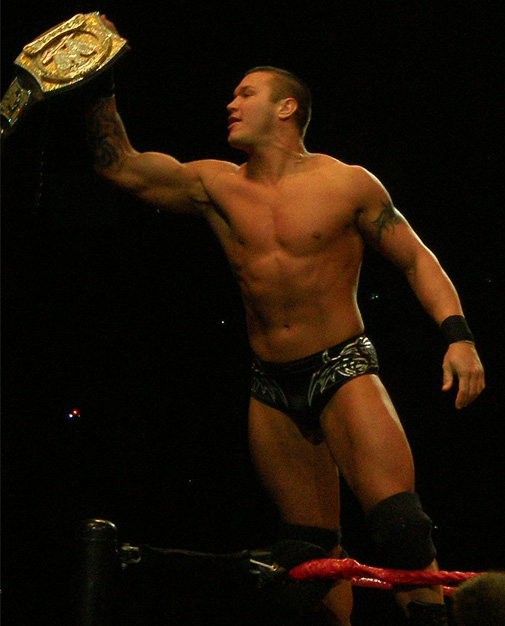
Randy Orton como Campeón de la WWE en 2008.

A fines del año 2007 y a inicios del 2008, Orton entró en feudo con el campeón Intercontinental Jeff Hardy. En el Royal Rumble, Orton retuvo el Campeonato de la WWE ante Jeff Hardy. Tras esto, reanudó su feudo con John Cena, quien al ganar el Royal Rumble desafió a Orton por el título. Cena insistió en canjear su oportunidad por el título en No Way Out, combate en el cual Orton perdió por descalificación, reteniendo el título como resultado. En WrestleMania XXIV, retuvo su título ante Cena y Triple H.
En Backlash, Orton perdió el Campeonato de la WWE frente a Triple H en una lucha donde también participaron John Cena y JBL. Orton se enfrentó el 12 de mayo a John Cena, debutando con su nueva música de entrada, Voices, cambiando a una personalidad más sigilosa y sin piedad. Orton tuvo revanchas contra Triple H en Judgment Day en un Steel Cage Match y One Night Stand, en un Last Man Standing Match siendo derrotado en ambos encuentros por Triple H. En la última ocasión, sufrió una lesión legítima, al romperse una clavícula. Sin embargo, WWE.com anunció el 11 de agosto que Orton se volvió a lesionar en un accidente de motocicleta, lo que le mantuvo fuera tres meses más. Sin embargo, Orton hizo su regreso a televisión en septiembre, iniciando un nuevo gimmick como The Viper (La Víbora), criticando a los entonces campeones de Raw. Esto provocó que los Campeones Mundiales en Parejas Cody Rhodes & Ted DiBiase se sintieran ofendidos, tratando de ganarse el respeto de Orton. Al criticar a todos los Campeones, eso provocó una rivalidad con CM Punk al cual atacó en Unforgiven (junto con Ted DiBiase, Cody Rhodes y Manu). Dicho ataque le costó el Campeonato Mundial Peso Pesado, ya que CM Punk no pudo participar en el Scramble Championship Match donde defendía el campeonato. Durante las siguientes semanas continuó teniendo confrontaciones con DiBiase, Rhodes & Manu, y paralelamente teniendo un feudo con Punk, llegando incluso a aparecer en No Mercy para confrontarlos.

#### The Legacy (2008–2010)
En Cyber Sunday estuvo como alternativa para ser árbitro especial del combate por el Campeonato Mundial Peso Pesado entre Chris Jericho y Batista. A pesar de no ser elegido, apareció tratando de ayudar a Jericho a ganar, pero fue atacado por Steve Austin, que era el árbitro del combate. Hizo su regreso dos semanas antes de Survivor Series, en una lucha frente a CM Punk, el cual acabó en victoria por descalificación para Punk luego de la interferencia de Ted DiBiase, a quien Orton atacó con su Punt Kick, lesionándole (kayfabe). Esto hizo que Orton tuviera confrontaciones con los compañeros de DiBiase, Cody Rhodes y Manu, con los cuales posteriormente formaría una alianza que pasó a llamarse The Legacy. Posteriormente entró en un corto feudo con Batista a raíz de lo sucedido en Cyber Sunday. En Survivor Series, Orton capitaneó a su equipo formado por él mismo, Rhodes, Mark Henry, Shelton Benjamin & William Regal derrotando al Team Batista (Batista, Matt Hardy, CM Punk, R-Truth & Kofi Kingston). El 24 de noviembre en Raw luchó contra Chris Jericho y Batista para determinar el retador al Campeón Mundial Peso Pesado John Cena. Sin embargo, la lucha la ganó Jericho. Fue derrotado en un combate individual en Armageddon por Batista. Un día después, Orton golpeó a Batista en la cabeza, lesionándole (kayfabe).

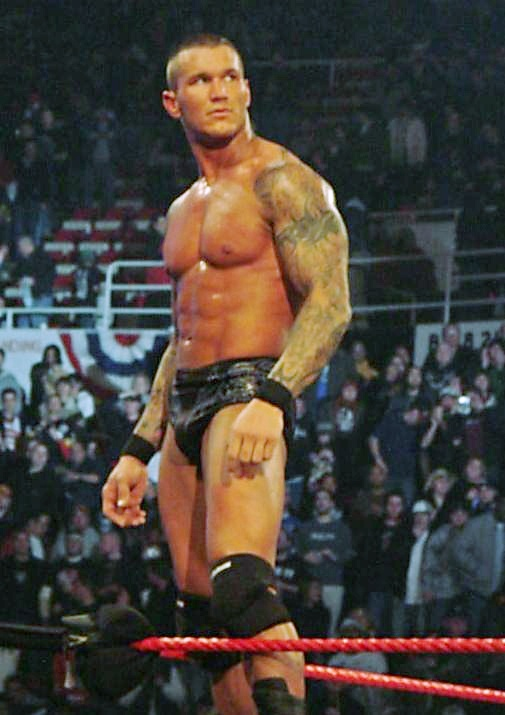
Orton después de ganar el Royal Rumble match en enero de 2009.

Orton comenzó un feudo con la familia McMahon en el episodio del 19 de enero de 2009 de Raw cuando confrontó tanto a Vince McMahon como a Stephanie McMahon, afirmando que él valía más que ella y que ella se había "vuelto inútil". Esto enfureció a Mr. McMahon, quien exigió que Orton se disculpara, o lo rescindiría en el acto. Cuando Vince McMahon estaba a punto de despedirlo, Orton lo atacó y lo pateó en la cabeza, lo que lo llevó a salir de la arena en una camilla. El 25 de enero en Royal Rumble, Orton ganó el Royal Rumble Match, eliminando finalmente a Triple H. La noche siguiente en Raw, Orton afirmó que sufría de IED y que no era responsable de sus acciones hacia Vince McMahon, afirmando que sufrió una "pérdida de control" debido al trastorno. También afirmó que la WWE sabía de la condición, pero no hizo nada, y amenazó con demandar a la WWE por ese motivo, y también, si Stephanie lo despedía, amenazó con una segunda demanda por incumplimiento de contrato, debido al hecho de que legalmente tenía derecho a competir en WrestleMania XXV por ganar el Royal Rumble Match. Aunque Stephanie se burlaba con despedir a Orton, cambió de opinión y dijo que tenía "planes más grandes", lo que llevó a Shane McMahon a regresar a Raw y atacar a Orton. Esto llevó a Orton a enfrentarse a Shane en un No Holds Barred Match en No Way Out, el cual ganó. La noche siguiente en Raw, Orton se enfrentó a Shane de nuevo en un Unsanctioned Match, el cual terminó sin resultado cuando le dio una patada a Shane en la cabeza, lo que le impidió continuar el combate. Luego, Stephanie corrió hacia el ring para atender a su hermano, pero Orton la atacó con un RKO. Esto llevó a Triple H a involucrarse en el pleito, afirmando que Orton "cruzó la línea" cuando atacó a Stephanie, su esposa en la vida real. Más tarde, Orton afirmó que todo lo que había hecho era parte de un plan para vengarse de Triple H después de que lo echara de Evolution en 2004; según Orton, Triple H "arruinó su vida", por lo que Orton haría lo mismo y se llevaría todo lo que a Triple H le importaba. Orton desafió a Triple H a una lucha por el Campeonato de WWE en WrestleMania XXV, donde fue derrotado en el evento principal. Sin embargo, Orton ganó el título el mes siguiente en Backlash, cubriendo a Triple H en un Six-Man Tag Team Match entre The Legacy y Triple H, Batista & Shane McMahon. 

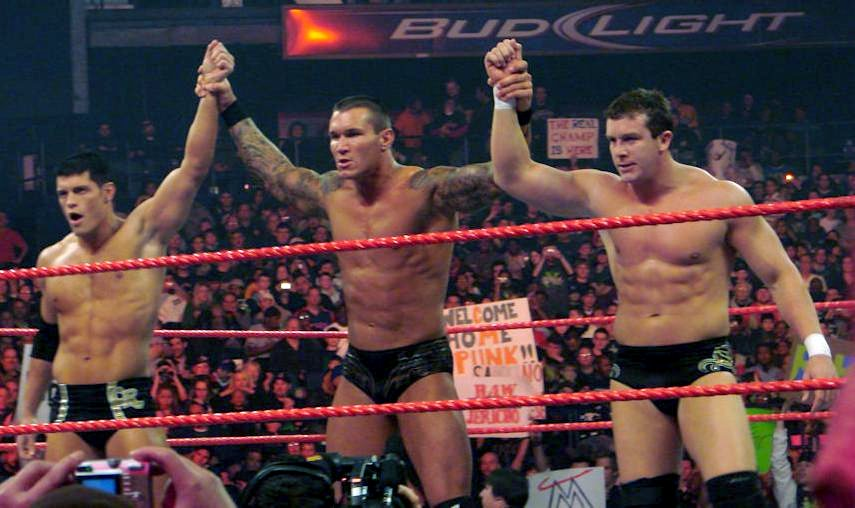
Orton (centro) junto con Cody Rhodes y Ted DiBiase como parte de The Legacy.

En Judgment Day, Orton defendió el campeonato contra Batista, donde retuvo por descalificación después de que Cody Rhodes y Ted DiBiase interfirieran. En Extreme Rules, Orton perdió el título ante Batista en un Steel Cage Match. La noche siguiente en Raw, Orton y The Legacy atacaron a Batista hasta lesionarle un brazo, lo que lo obligó a abandonar el título. En el episodio del 15 de junio de Raw, Orton recuperó el título en un Fatal 4-Way Match, derrotando a Triple H, John Cena y Big Show. La semana siguiente en Raw, Orton defendió el Campeonato de WWE contra Triple H en un Last Man Standing Match, el cual terminó sin resultado después de que ambos hombres no respondieron a la cuenta de diez del árbitro. En The Bash, Orton y Triple H se enfrentaron por el campeonato una vez más en un Three Stages of Hell, el cual Orton ganó después de la interferencia de The Legacy. En Night of Champions, Orton retuvo el campeonato ante Triple H y John Cena en un Triple Threat Match luego de una victoria controversial. En SummerSlam, Orton defendió el título contra Cena, en una lucha durante la cual utilizó varias tácticas clandestinas para retener el campeonato. Sin embargo, Orton perdió el título ante Cena en un "I Quit" Match en Breaking Point, pero lo recuperó luego de derrotar a Cena en un Hell in a Cell Match en Hell in a Cell. En Bragging Rights, Orton volvió a perder el campeonato ante Cena en un Iron Man Match para terminar el feudo.
Luego de eso, Orton comenzó una rivalidad con Kofi Kingston, a quien Orton culpó de perder el Campeonato de WWE debido a que Kingston interfirió en su combate contra Cena para ahuyentar a Rhodes y DiBiase. En el episodio del 16 de noviembre de Raw, Orton y Kingston se involucraron en una pelea que terminó con Kingston arrojándose sobre Orton a través de una mesa entre la multitud. Ambos hombres fueron nombrados capitanes de sus respectivos equipos en Survivor Series, donde el Team Kingston derrotó al Team Orton después de que Orton fue el último eliminado por Kingston. Los dos intercambiaron victorias sobre cada uno en los siguientes episodios de Raw, lo que los llevó a una lucha el 13 de diciembre en TLC: Tables, Ladders & Chairs, la cual Orton ganó. La noche siguiente en Raw, en la edición anual de los Slammy Awards, Orton compitió en un torneo para coronar a la Superestrella del año 2009, derrotando a The Undertaker por cuenta fuera en la primera ronda después de una interferencia de The Legacy para avanzar a la final del torneo más tarde esa misma noche, donde fue derrotado por Cena.
En el episodio del 11 de enero de Raw, Orton ganó un Triple Threat Match con ayuda de Rhodes y DiBiase para ganar el derecho de desafiar a Sheamus a una lucha por el Campeonato de WWE en Royal Rumble. Orton perdió por descalificación cuando Rhodes interfirió, lo que llevó a Orton a atacar tanto a Rhodes como a DiBiase después del combate. En el episodio del 15 de febrero de Raw, Orton fue nuevamente descalificado en una lucha de revancha no titular contra Sheamus cuando The Legacy interfirió. Orton y DiBiase compitieron en un Elimination Chamber Match por el Campeonato de WWE en Elimination Chamber, donde DiBiase eliminó a Orton después de golpearlo con un tubo metálico que Rhodes le había dado. La noche siguiente en Raw, durante un Six-Man Tag Team Match, Orton los atacó en represalia, cambiando a face. En WrestleMania XXVI, Orton derrotó a Rhodes y DiBiase en un Triple Threat Match.

#### Reinados como Campeón Mundial Peso Pesado (2010–2013)

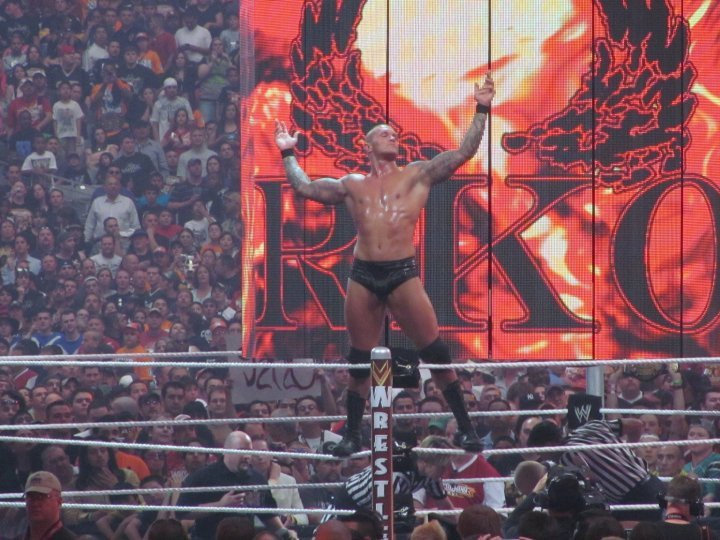
Orton haciendo su entrada en WrestleMania XXVI.

Después de que The Legacy se disolvió, Orton se enfrentó a Jack Swagger en un Extreme Rules Match por el Campeonato Mundial Peso Pesado el 25 de abril en Extreme Rules, pero fue derrotado. La noche siguiente en Raw, durante un combate para determinar al contendiente número uno al Campeonato de WWE, Orton fue atacado por Edge, lo que le costó el combate y llevó a ambos hombres a una lucha en Over the Limit; Orton sufrió una pequeña lesión en su hombro derecho durante el combate, el cual terminó en doble cuenta fuera. El 20 de junio en Fatal 4-Way, Orton compitió en un Fatal 4-Way Match contra el campeón John Cena, Edge y Sheamus, quien ganó el título luego de una interferencia de The Nexus. El 18 de julio en Money in the Bank, Orton compitió en el Raw Money in the Bank Ladder Match, el cual ganó The Miz. La noche siguiente en Raw, Orton ganó un Triple Threat Match contra Edge y Chris Jericho, ganando un combate por el Campeonato de WWE contra Sheamus en SummerSlam. En el evento, Sheamus fue descalificado por utilizar una silla de acero, dándole a Orton la victoria, pero no el título. Inmediatamente después, Orton golpeó a Sheamus con la silla y le aplicó un RKO sobre la mesa de comentaristas.
En Night of Champions, Orton derrotó a Sheamus, John Cena, Edge, Chris Jericho y Wade Barrett en un Six-Pack Challenge Elimination Match para convertirse en Campeón de WWE por sexta vez en su carrera. Después de defender exitosamente el título contra Sheamus en un Hell in a Cell Match en Hell in a Cell, Orton comenzó un feudo con Wade Barrett, quien estaba chantajeando a Cena para ayudarlo a capturar el título. Orton perdió ante Barrett por descalificación en Bragging Rights, pero retuvo el título. En Survivor Series, Orton derrotó a Barrett en una lucha de revancha para retener el campeonato nuevamente después de que Cena, quien fue el árbitro invitado especial, traicionó a Barrett. La noche siguiente en Raw, Orton defendió con éxito el título ante Barrett una última vez después de una interferencia de Cena, a pesar de un ataque previo al combate por parte de The Nexus. Inmediatamente después, The Miz cobró su maletín de Money in the Bank y rápidamente venció a Orton para ganar el Campeonato de WWE. Orton recibió su revancha titular contra The Miz en un Tables Match en TLC: Tables, Ladders & Chairs, pero perdió tras la repetida interferencia de Alex Riley, el protegido de The Miz.

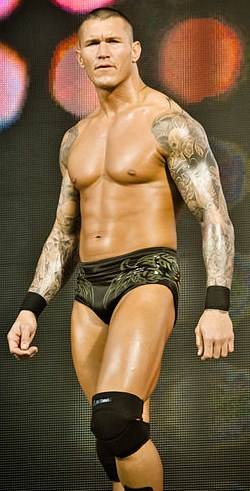
Orton en Tribute to the Troops en diciembre de 2010.

En el episodio del 3 de enero de 2011 de Raw, Orton derrotó a Sheamus y Wade Barrett en un Steel Cage Match para ganar otra oportunidad por el Campeonato de WWE contra The Miz en Royal Rumble, pero perdió de nuevo en el evento después de que The New Nexus interfirió, comenzando un feudo entre Orton y el líder de The New Nexus, CM Punk. Esa misma noche en el evento, Orton participó en el Royal Rumble Match como el número 39, pero fue el penúltimo eliminado por el ganador Alberto del Río. El mes siguiente en Elimination Chamber, Orton no logró ganar un Elimination Chamber Match para determinar al contendiente número uno al Campeonato de WWE de ser el primer hombre eliminado por Punk. Durante las siguientes tres semanas, Orton atacó y lesionó con una patada a todos los miembros de The New Nexus: Michael McGillicutty, David Otunga y Mason Ryan. En WrestleMania XXVII, Orton derrotó a Punk después de un RKO en el aire. El 11 de abril en Raw, McGillicutty, Otunga y Ryan regresaron y le costaron a Orton un Gauntlet Match para determinar al contendiente número uno al Campeonato de WWE. Dos semanas más tarde, en el episodio del 25 de abril de Raw, Orton fue traspasado a SmackDown debido al Draft de la WWE, y venció a Punk en un Last Man Standing Match en Extreme Rules, terminando su pelea con The New Nexus.
En el episodio del 6 de mayo de SmackDown, Orton derrotó a Christian para ganar el Campeonato Mundial Peso Pesado por segunda vez en su carrera. En Over the Limit, Orton hizo su primera defensa exitosa del título en una revancha titular contra Christian. En Capitol Punishment, Orton cubrió a Christian para retener el campeonato nuevamente, a pesar de que el pie de Christian estaba debajo de la cuerda inferior. En julio, en Money in the Bank, Orton defendió el campeonato contra Christian una vez más, con la estipulación de que si Orton era descalificado, o tenía una victoria controversial, Christian ganaría el título. Christian escupió en la cara de Orton, lo que le hizo perder el control, le dio una patada en la ingle y fue descalificado, lo que hizo que Orton perdiera el campeonato. Un mes después, en SummerSlam, Orton recuperó el título cuando derrotó a Christian en un No Holds Barred Match. Orton terminó su feudo con Christian cuando retuvo el Campeonato Mundial de Peso Pesado en un Steel Cage Match en el episodio del 30 de agosto de SmackDown. Luego de eso, Orton comenzó un feudo con Mark Henry después de que Henry se convirtiera en el contendiente número uno al Campeonato Mundial Peso Pesado. Durante las siguientes semanas, Henry atacó regularmente a Orton. En Night of Champions, Orton perdió el Campeonato Mundial Peso Pesado ante Henry, y no pudo recuperarlo dos semanas después en un Hell in a Cell Match contra Henry en Hell in a Cell. Luego de eso, Orton comenzó un feudo con su antiguo compañero y Campeón Intercontinental Cody Rhodes, quien creía que Orton lo había maltratado y había abusado de él durante su tiempo juntos en The Legacy. En el episodio del 14 de octubre de SmackDown, Orton ganó un 41-Man Battle Royal para ganar una oportunidad por el título de su elección, y eligió desafiar a Henry a una lucha por el Campeonato Mundial Peso Pesado más tarde esa noche, pero ganó por descalificación después de una interferencia de Rhodes, por lo que no ganó el campeonato. Luego, Orton derrotó a Rhodes en Vengeance, y el 4 de noviembre en SmackDown en un Street Fight Match.
Orton reanudó su feudo con Wade Barrett después de que ambos fueran nombrados como capitanes para un 5-on-5 Survivor Series Traditional Elimination Match. En el 11 de noviembre de SmackDown, Orton perdió una lucha contra Barrett después de que Barrett le dio un golpe en el ojo a Orton. El 14 de noviembre en Raw, Orton ganó una lucha de revancha por descalificación luego de que el Team Barrett interfiriera. El Team Orton fue derrotado en Survivor Series, quedando Barrett y Cody Rhodes como los únicos sobrevivientes. Luego de eso, Barrett comenzó a atacar y distraer a Orton durante sus combates. En TLC: Tables, Ladders & Chairs, Orton derrotó a Barrett en un Tables Match después de aplicarle un RKO sobre una mesa. Barrett y Orton continuaron su feudo en el episodio del 23 de diciembre de SmackDown, donde pelearon tras bastidores y Orton le aplicó a Barrett un RKO sobre un auto. Esto los llevó a un Falls Count Anywhere Match el 30 de diciembre en SmackDown, en el que Barrett empujó a Orton por un tramo de escaleras, causándole una hernia de disco, la cual dejó a Orton ausente durante cuatro semanas.
En el episodio del 27 de enero de 2012 de SmackDown, Orton regresó al ring y atacó a Barrett. En Royal Rumble, Orton participó en el Royal Rumble Match como el número 28, donde eliminó a Barrett antes de ser el penúltimo eliminado por Chris Jericho. En el episodio del 3 de febrero de SmackDown, Orton derrotó a Barrett en un No Disqualification Match para terminar el feudo.

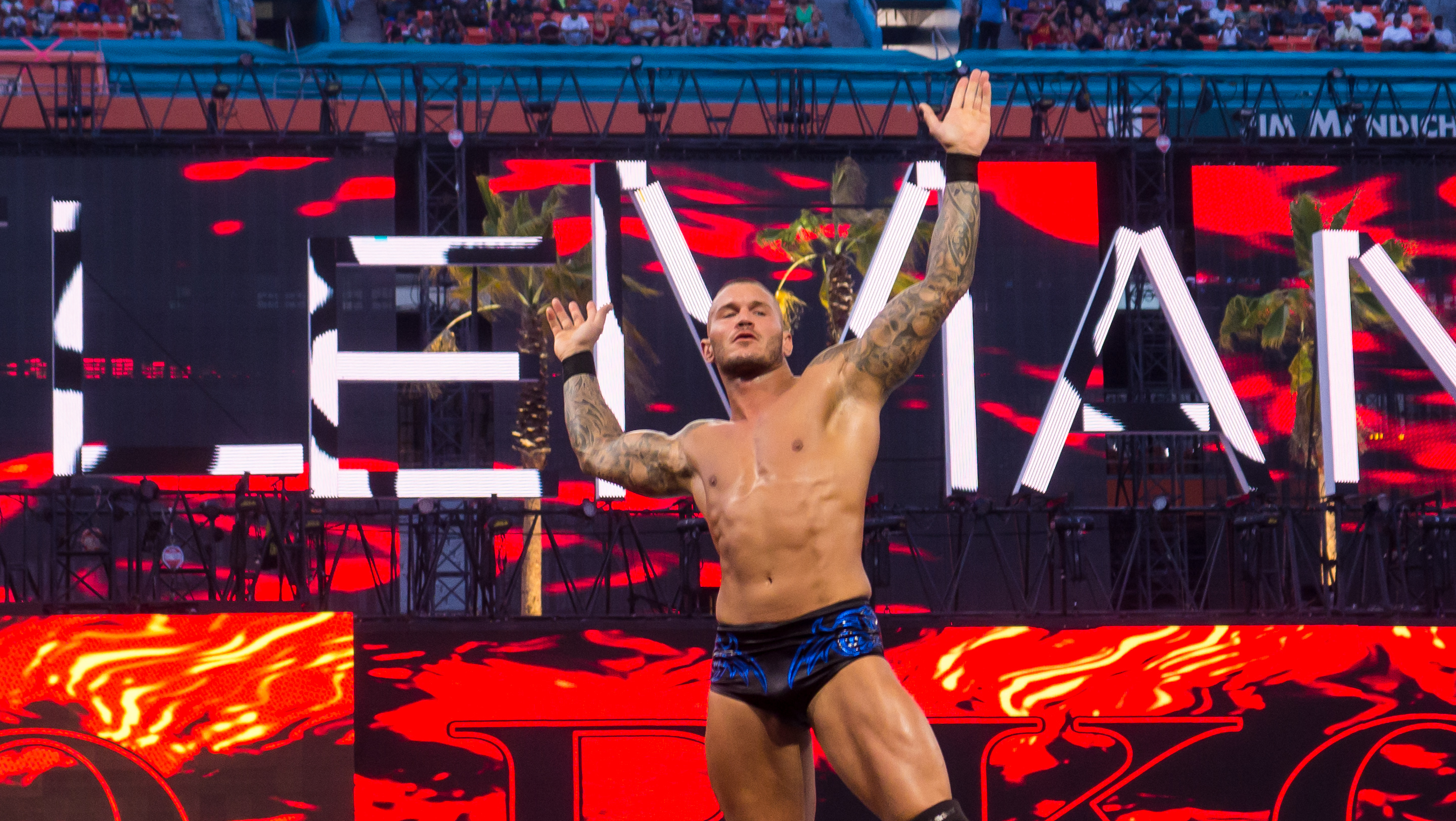
Orton haciendo su entrada en WrestleMania XXVIII.

En el episodio del 13 de febrero de Raw, Orton sufrió una conmoción cerebral después de que el campeón Mundial Peso Pesado Daniel Bryan golpeara a Orton en la cabeza con el título. Debido a la lesión, Orton fue sacado de un Elimination Chamber Match por el Campeonato Mundial Peso Pesado en Elimination Chamber y fue reemplazado por Santino Marella. Orton regresó el 2 de marzo en SmackDown, perdiendo ante Bryan por cuenta fuera, luego de una interferencia de Kane, quien atacó a Orton después de la lucha. En represalia, Orton le aplicó un RKO a Kane en el episodio del 5 de marzo de Raw, luego de que este último derrotara a R-Truth. En el siguiente episodio de SmackDown, Orton atacó a Kane con otro RKO antes de que pudiera atacar a Theodore Long y Aksana. Más tarde, ambos hombres tuvieron una pelea cuando el episodio terminó. En WrestleMania XXVIII, Orton fue derrotado por Kane en una lucha individual. Orton derrotó a Kane en el siguiente episodio de SmackDown en un No Disqualification Match, y en Extreme Rules en un Falls Count Anywhere Match para acabar con el feudo.
El 30 de abril en Raw, Orton formó parte de un Beat the Clock Challenge para determinar al contendiente número uno al Campeonato de WWE en Over the Limit; Orton derrotó a Jack Swagger en 4:16 para vencer el tiempo de The Miz por dos segundos. Sin embargo, más tarde, el tiempo de Orton fue derrotado por Daniel Bryan, lo que le dio a Bryan el combate por el título. La siguiente semana en Raw, Orton recibió accidentalmente un Brogue Kick por parte de su compañero de equipo Sheamus durante una lucha por equipos contra Chris Jericho y Alberto del Río, lo que les costó la lucha. Después del combate, Orton le aplicó un RKO a Sheamus y luego él, Jericho y del Río exigieron una lucha por el Campeonato Mundial Peso Pesado de Sheamus en Over the Limit, lo que fue otorgado como un Fatal 4-Way Match. En el evento, Orton no logró ganar el título después de que Sheamus cubrió a Jericho para retener el título. El 30 de mayo, WWE suspendió a Orton por 60 días debido a su segunda violación del Programa de Bienestar de Talentos de la compañía.
Orton regresó el 30 de julio Raw, derrotando a Heath Slater. Un mes después, Orton comenzó un feudo con el Mr. Money in the Bank Dolph Ziggler, luego de atacarlo con un RKO cuando intentaba cobrar su contrato contra un Sheamus vulnerable el 24 de agosto en SmackDown. La semana siguiente en SmackDown, los dos se enfrentaron en una lucha que Orton ganó. Tres noches después en Raw, Orton fue derrotado por Ziggler en una lucha de revancha, después de que Ziggler lo cubriera mientras sostenía su trusa. Orton y Ziggler se enfrentaron nuevamente en Night of Champions, donde Orton ganó. El 28 de septiembre en SmackDown, Orton estaba programado para enfrentarse a Big Show en una lucha para determinar al contendiente número uno al Campeonato Mundial Peso Pesado. Sin embargo, un ataque antes de la lucha por parte de Alberto del Río le costó el combate a Orton, por lo que comenzaron un feudo. Orton regresó a SmackDown dos semanas después, atacando a del Río y a su anunciador personal en el ring, Ricardo Rodríguez. Eso los llevó a una lucha individual el 28 de octubre en Hell in a Cell, donde Orton salió victorioso. En el siguiente episodio de Main Event, Orton se unió a Rey Mysterio & Sin Cara para enfrentar a del Río & The Prime Time Players (Darren Young & Titus O'Neil) en un Six-Man Tag Team Match que terminó con Orton cubriendo a del Río para conseguir la victoria. En el episodio del 6 de noviembre de SmackDown, Orton derrotó a del Río nuevamente en un Falls Count Anywhere Match, después de ejecutar un RKO sobre los escalones metálicos. Los dos estuvieron en equipos opuestos en un 5-on-5 Survivor Series Traditional Elimination Match el 18 de noviembre en Survivor Series. El equipo de Del Río, dirigido por Dolph Ziggler, terminó derrotando al equipo de Orton, dirigido por Mick Foley. La noche siguiente en Raw, Orton derrotó a del Río una vez más en un 2-Out-Of-3 Falls Match para terminar el feudo.
El 3 de diciembre en Raw, Orton comenzó un feudo con The Shield, después de que fue atacado por ellos luego de una victoria sobre Brad Maddox. El 14 de diciembre en SmackDown, Orton fue nuevamente atacado tras bastidores por The Shield. Esto se usó para sacarlo de televisión debido a una lesión en el hombro. Orton regresó el 31 de diciembre en Raw, ayudando a Ryback y Sheamus a defenderse de un ataque de The Shield.
El 4 de enero de 2013 en SmackDown, Orton anunció su participación en el Royal Rumble Match. El 11 de enero en SmackDown y el 16 de enero en Main Event, Orton fue nuevamente atacado por The Shield durante sus luchas contra Antonio Cesaro. En Royal Rumble, Orton ingresó al Royal Rumble Match como el número 26, pero fue eliminado por Ryback. El 1 de febrero en SmackDown, Orton derrotó a su antiguo rival Wade Barrett para ganar un lugar en un Elimination Chamber match para determinar al contendiente número uno al Campeonato Mundial Peso Pesado en WrestleMania 29. El 17 de febrero en Elimination Chamber, Orton eliminó a Mark Henry y Chris Jericho antes de ser el último hombre eliminado por Jack Swagger. A finales de febrero, Orton se alió con Sheamus durante su feudo con The Shield. Durante las siguientes semanas, Orton y Sheamus se salvaron mutuamente de los ataques de The Shield y Big Show. El 15 de marzo en SmackDown, Orton y Sheamus pudieron elegir a un tercer compañero para enfrentar a The Shield en un Six-Man Tag Team Match en WrestleMania 29, eligiendo a Ryback. Sin embargo, tres noches después en Raw, Ryback fue programado para otra lucha en el evento, dejando el lugar vacante. Más tarde esa noche, Big Show salvó a los dos de un ataque de The Shield y fue reclutado inmediatamente como su compañero. El 7 de abril en WrestleMania 29, Orton, Sheamus & Show fueron derrotados por The Shield, después de lo cual, ambos hombres fueron noqueados por Show. La noche siguiente en Raw, Orton y Sheamus se enfrentaron en una lucha para ganar un combate contra Big Show, sin embargo, la lucha terminó sin resultado después de que Show interfirió. Orton y Sheamus se unieron para derrotar a Show en dos 2-on-1 Handicap Matches, primero el 12 de abril en SmackDown a través de la cuenta fuera, y después el 15 de abril en Raw a través del pinfall. El 19 de abril en SmackDown, Orton & Sheamus fueron derrotados por Big Show & Mark Henry en una lucha por equipos. El feudo entre Orton y Show condujo a un Extreme Rules Match en Extreme Rules, el cual Orton ganó.
Después de Extreme Rules, Orton comenzó a emparejarse con Daniel Bryan a pesar de su mala relación para enfrentar a un enemigo común en The Shield. El 14 de junio en SmackDown, Orton se unió a Bryan y Kane para terminar con la racha invicta (sin pinfall ni rendiciones) de The Shield en Six-Man Tag Team Match. Tres días después en Payback, el trabajo en equipo deficiente de Orton y Bryan resultó en una derrota ante Roman Reigns & Seth Rollins en una lucha por los Campeonatos en Parejas de WWE. La noche siguiente en Raw, Orton y Bryan se enfrentaron en un No Disqualification Match, el cual Orton ganó por decisión arbitraria luego de que Bryan sufriera una lesión nerviosa legítima. Cuatro noches después, en SmackDown, Orton fue derrotado por Bryan en una lucha individual a través de la cuenta fuera. Orton y Bryan se enfrentaron por tercera vez en el siguiente episodio de Raw, pero la lucha terminó sin resultado luego de que ambos hombres sufrieron la cuenta fuera. Más tarde esa noche, Orton fue derrotado por Bryan en un Street Fight Match luego de que se vio obligado a rendirse ante el Yes! Lock con un palo de kendo aplicado al movimiento.

#### The Authority (2013–2015)

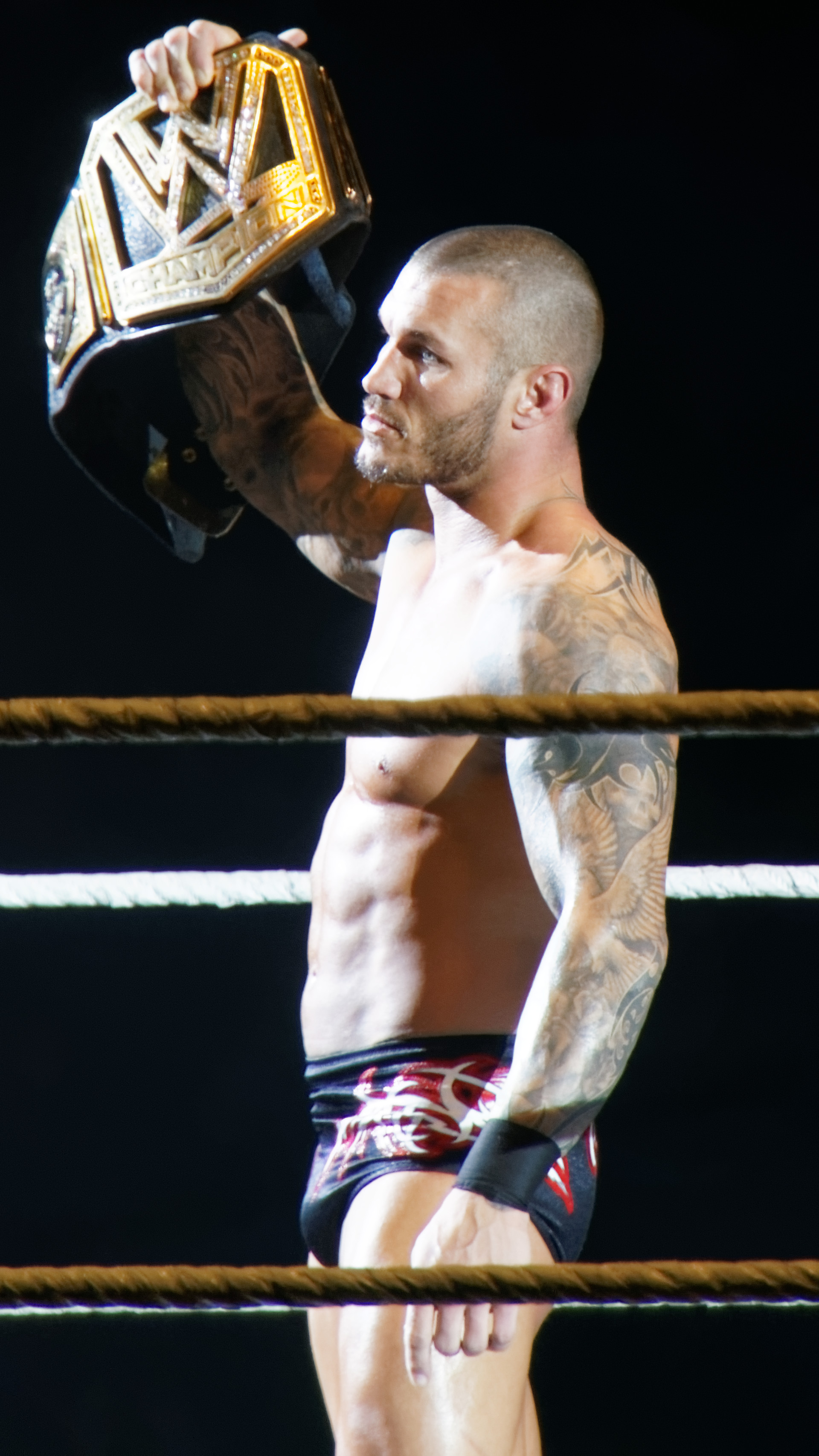
Randy Orton con el Campeonato de la WWE.

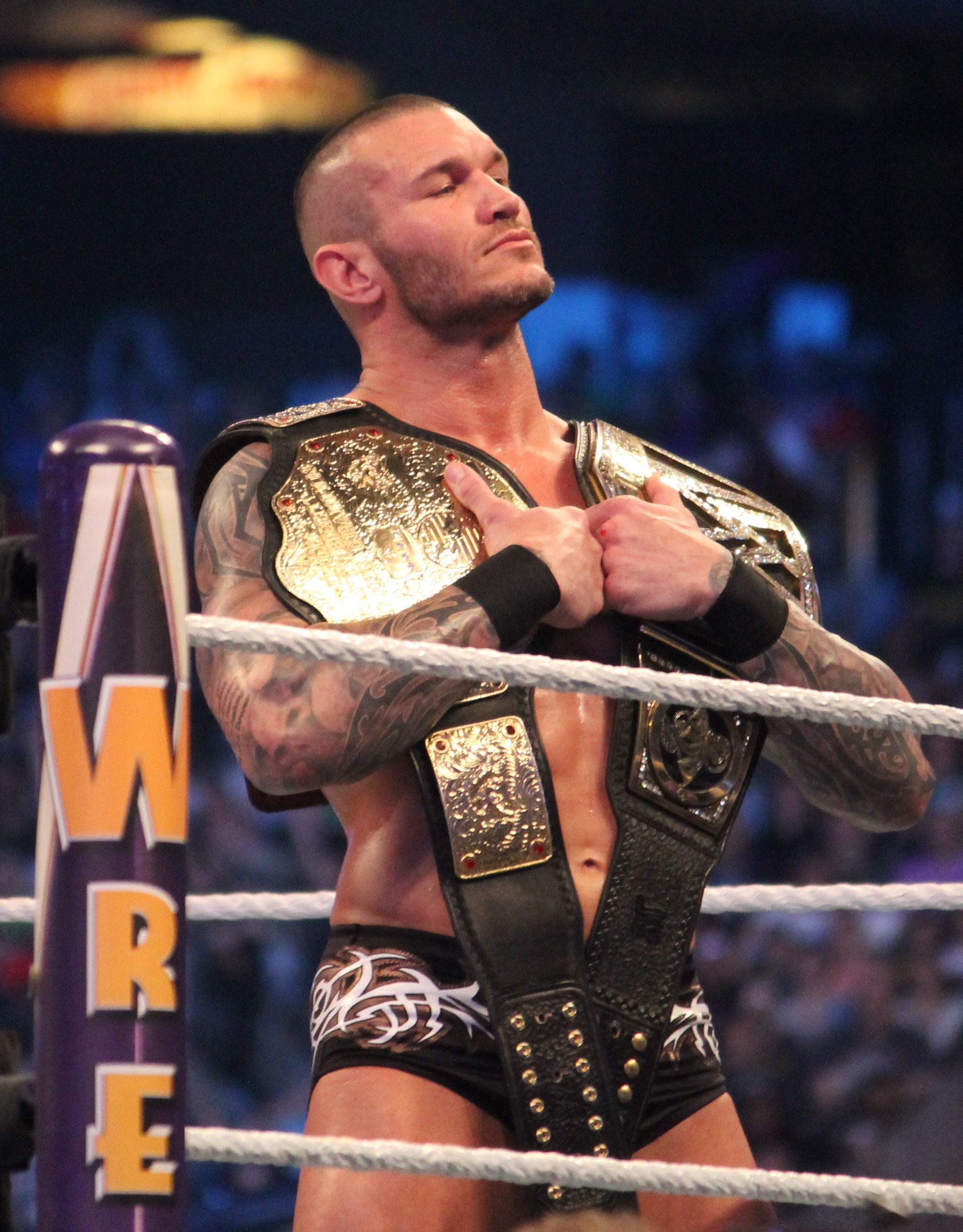
Orton como Campeón Mundial Peso Pesado de WWE en WrestleMania XXX.

El 14 de julio en Money in the Bank, Orton derrotó a Christian, CM Punk, Daniel Bryan, Rob Van Dam y Sheamus para ganar el WWE Championship Money in the Bank ladder Match, lo que le dio oportunidad de competir por el Campeonato de WWE en un momento de su elección dentro del siguiente año. El 18 de agosto en SummerSlam, Orton cambió a heel, luego de cobrar su contrato de Money in the Bank contra Daniel Bryan, quien acababa de ganar el Campeonato de WWE y posteriormente había sido atacado por el árbitro especial invitado Triple H, quien también realizó el pinfall para darle a Orton su séptimo Campeonato de WWE. La noche siguiente en Raw, Orton recibió la aprobación de "la cara de la compañía" por Vince McMahon y la recién formada Authority (Triple H y Stephanie McMahon).
El 15 de septiembre en Night of Champions, Orton perdió el Campeonato de WWE contra Bryan, sin embargo, Triple H despojó a Bryan del título la noche siguiente en Raw, debido al rápido conteo del árbitro Scott Armstrong, pero se negó a entregar de vuelta el campeonato a Orton. Orton y Bryan se enfrentaron por el título vacante el 6 de octubre en Battleground, pero la lucha terminó sin resultado después de que Big Show interfirió y noqueó a ambos hombres. Orton se enfrentó a Bryan una vez más por el campeonato vacante en un Hell in a Cell Match en Hell in a Cell, donde tuvo éxito en recuperar el Campeonato de WWE después de que el árbitro especial invitado Shawn Michaels atacó a Bryan con un Sweet Chin Music por atacar a Triple H.
El 24 de noviembre en Survivor Series, después de retener el título ante Big Show, Orton tuvo una confrontación con su rival de mucho tiempo y campeón Mundial Peso Pesado John Cena. La noche siguiente en Raw, Cena sugirió que solo debería haber "un campeón" en la WWE, por lo que Triple H declaró que habría un combate de unificación el 15 de diciembre en TLC: Tables, Ladders & Chairs. En el evento, Orton derrotó a Cena en un Tables, Ladders and Chairs Match para unificar ambos títulos, y se convirtió en el primer Campeón Mundial Peso Pesado de WWE, además de ser reconocido oficialmente como el último Campeón Mundial Peso Pesado.
En Royal Rumble, Orton retuvo el título ante Cena después de una interferencia de The Wyatt Family. El 23 de febrero en Elimination Chamber, Orton derrotó a Cesaro, Christian, Daniel Bryan, John Cena y Sheamus para retener el Campeonato Mundial Peso Pesado de WWE y asegurar su posición en la lucha por el título en WrestleMania XXX contra el ganador de Royal Rumble Match, Batista. El 6 de abril en WrestleMania XXX, el evento principal se convirtió en un Triple Threat Match luego de que Bryan derrotó a Triple H, y ganó el combate luego de hacer que Batista se rindiera para terminar con el reinado de Orton a los 161 días.
La noche siguiente en Raw, a Orton y Batista se les negó una revancha por el Campeonato Mundial Peso Pesado de WWE y, en su lugar, The Authority los obligó a unirse para enfrentar a The Usos en una lucha por los Campeonatos en Parejas de WWE, a pesar de sus problemas entre sí. La lucha por los títulos terminó en doble cuenta fuera después de que los dos se unieron y atacaron a The Usos. Más tarde esa noche, Batista y Orton, junto con Kane, atacaron a Bryan antes de que estuviera listo para defender su título contra Triple H. Antes de que Triple H pudiera derrotar a Bryan, The Shield interrumpió el ataque por Triple H y sacó del ring a Batista, Orton y Kane, causando que Bryan conservará su título por descalificación. En el episodio del 14 de abril de Raw, Batista, Triple H y Orton salieron al ring para atacar a The Shield después de un 11-on-3 Handicap Match, usando el nombre y el tema de entrada de Evolution. En Extreme Rules y Payback, Evolution perdió ante The Shield en un Six-Man Tag Team Match y en un No Holds Barred Elimination Match, respectivamente. En el episodio del 9 de junio de Raw, The Authority le otorgó automáticamente a Orton un lugar en un Ladder match por el vacante Campeonato Mundial Peso Pesado de WWE en Money in the Bank, pero no pudo recuperar el título. En Battleground, Orton falló nuevamente en su intento de ganar el campeonato, perdiendo ante el campeón John Cena en un Fatal 4-Way Match, el cual también involucró a Kane y Roman Reigns. En el episodio del 21 de julio de Raw, Reigns atacó a Orton, lo que le costó otra oportunidad por el título, provocando que Orton tomara represalias la semana siguiente al atacar brutalmente a Reigns y desafiarlo a una lucha en SummerSlam, la cual Reigns ganó. En Night of Champions, Orton derrotó a Chris Jericho.
En el episodio del 13 de octubre de Raw, Orton le pidió a The Authority que lo programara para enfrentar al perdedor de un No Holds Barred Contract on a Pole Match para determinar al oponente de Seth Rollins en Hell in a Cell entre John Cena y Dean Ambrose. Ambrose ganó el combate, estableciendo una revancha de Hell in a Cell entre Orton y Cena desde su encuentro en 2009. La siguiente semana en Raw, Triple H reveló que el ganador recibiría un futuro combate por el Campeonato Mundial Peso Pesado de WWE contra Brock Lesnar. Más tarde esa noche, Orton, Kane & Rollins derrotaron a Cena & Ambrose en un 3-on-2 Handicap Street Fight Match después de que Orton cubrió a Ambrose, pero Rollins lo atacó de inmediato con un Curb Stomp después del combate. En Hell in a Cell, Cena derrotó a Orton en un Hell in a Cell Match. La noche siguiente en Raw, Orton atacó a Rollins, desafiando así a The Autoridad por no controlar a Rollins la semana anterior, comenzando un cambio a face en el proceso. La semana siguiente, en el episodio del 3 de noviembre de Raw, luego de aumentar la frustración, Orton atacó a Rollins durante una lucha por el Campeonato Intercontinental contra Dolph Ziggler, lo que causó que Rollins ganara por descalificación, y exigió una lucha contra Rollins para resolver su disputa, la que Triple H le concedió para mantener a Orton de su lado. Rollins ganó, y Orton completó su cambio a face atacando a The Authority antes de ser atacado por la misma, lo que terminó con Rollins ejecutando un Curb Stomp en los escalones metálicos sobre Orton. Debido a eso, Orton fue sacado en una camilla después de sufrir una lesión dentro del storyline para que pudiera comenzar a filmar The Condemned 2: Desert Prey.

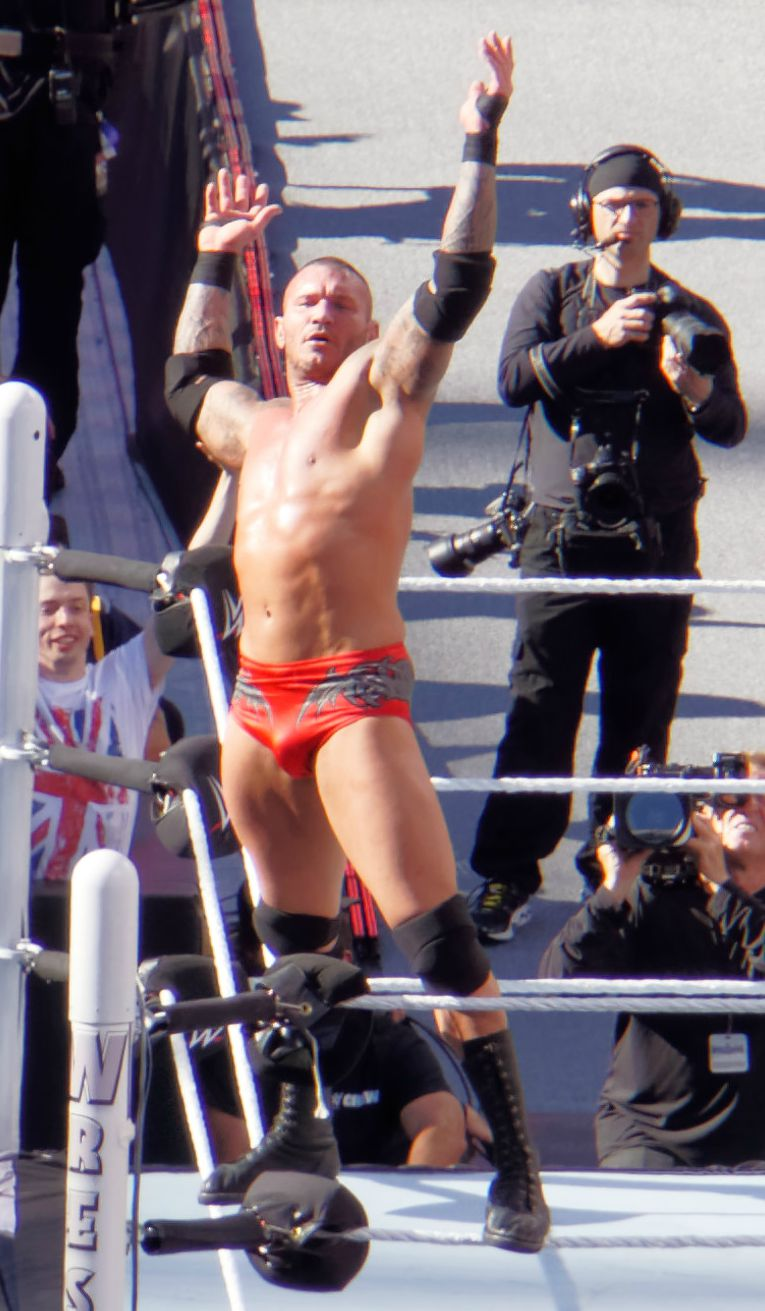
Orton celebrando después de derrotar a Seth Rollins en WrestleMania 31 en marzo de 2015.

En Fastlane, después de que The Authority (Big Show, Seth Rollins & Kane) derrotaran a Dolph Ziggler, Erick Rowan & Ryback, Orton regresó y salvó a Ziggler, Rowan y Ryback de un ataque posterior al combate. Más tarde, Orton le aplicó un RKO a J&J Security (Jamie Noble y Joey Mercury) y Kane. La noche siguiente en Raw, The Authority intentó convencer a Orton de que volviera a la "familia", pero Orton no respondió de inmediato hasta que los vio tras bastidores. Esa misma noche, durante una lucha por equipos, Orton se frustró después de que Rollins se adjudicara la victoria sin hacer mucho. Después de la lucha, Orton se dirigió hacia Rollins en el ring, pero fue interrumpido brevemente por Jamie Noble, quien recibió un RKO. Entonces Orton, para sorpresa de Rollins, lo levantó y solo le dio una palmadita en el hombro, dejando su alineación en el momento en cuestión. En la edición del 9 de marzo de Raw, Orton insultó a varios miembros de The Authority, solo para decir que se trataba de una broma. Durante un 2-on-1 Handicap Match en el que se unió a Seth Rollins para enfrentar a Roman Reigns, Orton abandonó a Rollins, permitiéndole a Reigns obtener la victoria. Después de eso, Orton atacó brutalmente a Rollins y, finalmente, le aplicó un RKO a través de la mesa de comentaristas. En el episodio del 16 de marzo de Raw, una lucha entre los dos se hizo oficial para WrestleMania 31, a condición de que Orton se encontrara con Rollins más tarde esa misma noche en el ring. El encuentro nunca tuvo lugar cuando todos los miembros de The Authority se dirigieron al ring para atacar a Orton. Su intento de vengar a Rollins fue frustrado por Sting, quien ayudó a Orton a detenerlos. Orton derrotó a Rollins en el evento. Más tarde esa misma noche, Rollins cobró su contrato de Money in the Bank durante el evento principal para ganar el Campeonato Mundial Peso Pesado WWE. Con Rollins como el nuevo campeón, Orton derrotó a Ryback y Roman Reigns en un Triple Threat Match en el siguiente episodio de Raw para convertirse en el contendiente número uno y poder enfrentar a Rollins en Extreme Rules, pero no logró ganar el título de Rollins en un Triple Threat Match que vio, según lo estipulado, su RKO prohibido y a Kane como el portero de la jaula. En Payback, Orton falló nuevamente en su intento de ganar el Campeonato Mundial Peso Pesado de WWE cuando fue derrotado por Rollins en un Fatal 4-Way Match que también incluyó a Reigns y Dean Ambrose.
En Money in the Bank, Orton no pudo ganar el Money in the Bank Ladder Match, el cual fue ganado por Sheamus. Después de eso, Orton comenzó un feudo con Sheamus después de que ambos hombres se atacaron y se enfrentaron en varias luchas por equipos; Orton derrotó a Sheamus en Battleground, pero perdió ante Sheamus en SummerSlam. En el episodio del 7 de septiembre de Raw, Orton fue atacado por The Wyatt Family después de derrotar a Sheamus. En el episodio del 21 de septiembre de Raw, Orton regresó para salvar a Dean Ambrose y Roman Reigns de un ataque de The Wyatt Family, comenzando una alianza entre Ambrose, Reigns y Orton. El 12 de octubre en Raw, Orton se unió a Ambrose para enfrentar a The New Day, pero fueron derrotados. Luego de eso, se programó una lucha por equipos entre Orton & Ambrose contra Luke Harper & Braun Strowman para el pre-show de Hell in a Cell, pero fue cancelada luego de que Orton sufriera una lesión legítima en el hombro, la cual lo dejó fuera de acción durante nueve meses.

#### The Wyatt Family (2016–2017)
En el episodio del 7 de julio de 2016 de SmackDown, Orton fue revelado como el oponente de Brock Lesnar para SummerSlam. El 19 de julio, Orton fue reclutado por SmackDown debido al Draft y a la nueva separación de marcas, mientras que Lesnar fue reclutado por Raw. El 24 de julio en Battleground, Orton regresó como invitado del segmento Highlight Reel de Chris Jericho para ser entrevistado acerca de su encuentro contra Lesnar. Orton explicó que quería enfrentarse a Lesnar para demostrar que pertenecía al primer puesto, antes de aplicarle un RKO a Jericho. En el episodio del 26 de julio de SmackDown, Orton interrumpió al Campeón Intercontinental The Miz durante un segmento de MizTV, antes de derrotar a Miz en una lucha no titular. Durante una aparición de Lesnar en el episodio del 1 de agosto de Raw, Orton apareció y le aplicó un RKO a Lesnar. La noche siguiente en SmackDown, Lesnar atacó a Orton durante una lucha, aplicándole un F-5 a Orton. En SummerSlam, Lesnar derrotó a Orton por nocaut técnico después de una serie de codazos en la cabeza, dejando a Orton con una herida abierta que requirió 10 grapas.

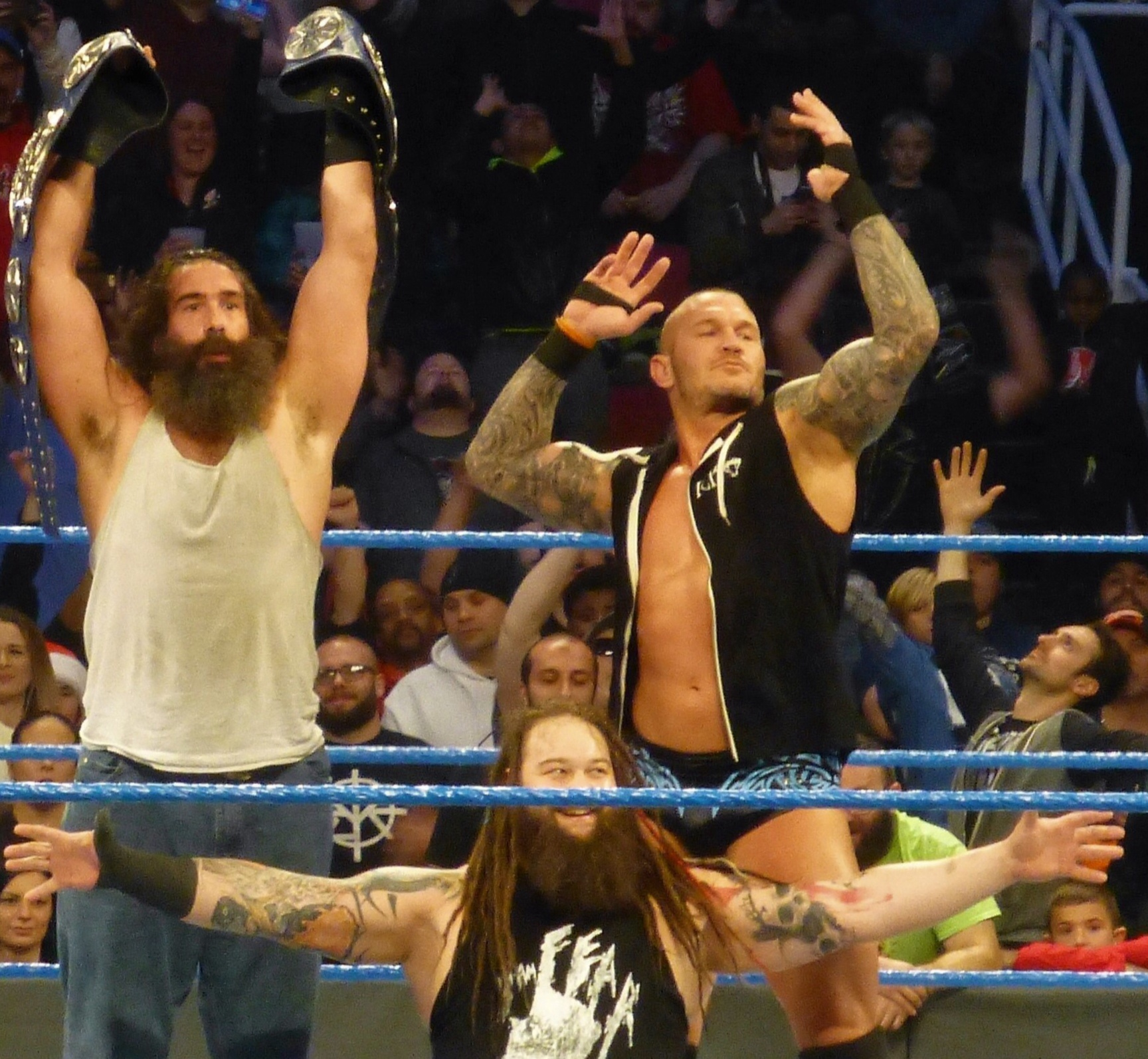
Orton junto con Luke Harper y Bray Wyatt como un tercio de los Campeones en Parejas de SmackDown.

En el episodio del 23 de agosto de SmackDown, Orton habló sobre su lucha contra Lesnar y declaró que él y Lesnar volverían a enfrentarse en un futuro, antes de que Bray Wyatt lo interrumpiera, por lo que reanudó su feudo con él. La semana siguiente en SmackDown, Orton aceptó el desafío de Wyatt para una lucha en Backlash, donde Orton perdió por abandono después de un ataque tras bastidores por parte de Wyatt antes del evento. Más tarde, se reveló que Orton no estaba autorizado para luchar en el evento debido a una conmoción cerebral legítima que ocurrió el mes anterior en SummerSlam. Orton se enfrentó nuevamente a Lesnar en un evento en vivo en Chicago en un No Disqualification Match, pero perdió una vez más. Orton reanudó su feudo con Wyatt y se enfrentó a él en No Mercy, donde fue derrotado debido a una distracción de Luke Harper, quien hacía su regreso. En el episodio del 11 de octubre de SmackDown, Orton se unió a Kane en una lucha por equipos contra Wyatt & Harper, pero una vez más perdió debido a otra distracción de Harper. En el episodio del 25 de octubre de SmackDown, Orton interfirió en nombre de Wyatt en su combate contra Kane, lo que llevó a la especulación de que se había unido a The Wyatt Family, aunque la WWE y Orton no lo confirmaron ni lo negaron. En el episodio del 1 de noviembre de SmackDown, Wyatt y Harper ayudaron a Orton a ganar un combate contra Kane, lo que confirmó la alianza de Orton con el grupo, convirtiéndose en heel.
Esa misma noche, Orton y Wyatt fueron revelados como miembros del Team SmackDown para Survivor Series. En el evento, el Team SmackDown derrotó al Team Raw en un Traditional 5-on-5 Survivor Series Men's Match, donde Orton eliminó a Chris Jericho y Wyatt eliminó a Seth Rollins y Roman Reigns en camino a ser los dos últimos miembros sobrevivientes de su equipo. En el episodio del 29 de noviembre de SmackDown, Orton & Wyatt derrotaron a American Alpha (Chad Gable & Jason Jordan) para ganar una oportunidad por los Campeonatos en Parejas de SmackDown contra Heath Slater & Rhyno. En TLC: Tables, Ladders & Chairs, Orton y Wyatt ganaron los títulos, marcando los primeros campeonatos en parejas de Orton en una década. Más tarde, se anunció que Harper también era campeón bajo la regla Freebird. En el episodio del 27 de diciembre de SmackDown, The Wyatt Family perdieron los Campeonatos en Parejas de SmackDown ante American Alpha en un Fatal 4-Way Elimination Match, después de que Orton golpeara accidentalmente a Harper.
El 29 de enero de 2017 en Royal Rumble, Orton ganó el Royal Rumble Match por segunda vez en su carrera después de eliminar finalmente a Roman Reigns. En Elimination Chamber, Orton derrotó a Luke Harper, quien había sido traicionado y expulsado del The Wyatt Family por Bray Wyatt. A pesar de haber ganado el Royal Rumble Match, Orton salió al ring luego de que Wyatt defendiera con éxito el Campeonato de WWE para renunciar a su oportunidad por el título en el episodio del 14 de febrero de SmackDown, dándole básicamente toda su devoción a Wyatt y dejando el evento principal de WrestleMania 33 en el aire. En el episodio del 28 de febrero de SmackDown, Orton traicionó a Wyatt mientras Wyatt estaba ofreciendo unas palabras en el ring, y se le vio entrar al complejo de Wyatt, donde afirmó que a pesar de ser la casa de Wyatt, no era su hogar y declaró sus intenciones de quemar el alma de "La Hermana Abigail" (Sister Abigail). Luego de eso, Orton prendió fuego a todo el complejo después de afirmar que se enfrentaría a Wyatt en WrestleMania 33, cambiando nuevamente a face. En el episodio del 7 de marzo de SmackDown, Orton derrotó a AJ Styles para convertirse nuevamente en el contendiente número uno al Campeonato de WWE. El 2 de abril en WrestleMania 33, Orton derrotó a Wyatt para ganar el Campeonato de WWE por novena vez en su carrera, lo que también fue su primera victoria en una lucha por el Campeonato de WWE en WrestleMania y su décimo tercer campeonato mundial. En el siguiente episodio de SmackDown, Wyatt desafió a Orton a una revancha titular en un House of Horrors Match, pero después de que Wyatt fue traspasado a la marca Raw como consecuencia del Superstar Shake-up, se convirtió en un combate no titular y fue programado para el 30 de abril en el evento exclusivo de Raw, Payback, donde fue derrotado.
En el episodio del 18 de abril de SmackDown, Jinder Mahal, quien fue traspasado a la marca SmackDown como consecuencia del Superstar Shake-up, ganó un Six-Pack Challenge contra Mojo Rawley, Sami Zayn, Luke Harper, Erick Rowan y Dolph Ziggler para convertirse en el contendiente número uno al Campeonato de WWE, luego de una interferencia de The Singh Brothers. La semana siguiente en SmackDown, Orton derrotó a Rowan en un No Disqualification Match y luego fue atacado por Mahal y The Singh Brothers; posteriormente, Mahal robó el cinturón del Campeonato de WWE. En Payback, Orton perdió su combate contra Wyatt, luego de que Mahal lo atacó con el título. Luego de eso, el comisionado de SmackDown, Shane McMahon, le devolvió el cinturón a Orton. El 21 de mayo en Backlash, Orton perdió el Campeonato de WWE ante Mahal debido a una interferencia de The Singh Brothers, y no logró recuperarlo el mes siguiente en Money in the Bank luego de que The Singh Brothers interfirieran nuevamente. En el episodio del 27 de junio de SmackDown, Orton exigió una revancha por el título, la cual McMahon le otorgaría para Battleground, pero Mahal pudo elegir la estipulación a condición (Mahal salió al ring y eligió un Punjabi Prison Match). En Battleground, Orton fue nuevamente derrotado por Mahal cuando The Great Khali regresó y atacó a Orton, lo que le permitió a Mahal escapar de la estructura para ganar el combate.

#### Campeón de los Estados Unidos (2017–2018)
Luego de eso, Orton comenzó un feudo con Rusev, a quien derrotó en 10 segundos en SummerSlam. En el episodio del 5 de septiembre de SmackDown, Orton perdió ante Shinsuke Nakamura en una lucha para determinar al contendiente número uno al Campeonato de WWE. En el episodio del 19 de septiembre de SmackDown, Orton derrotó a Aiden English y después Rusev lo desafió a una lucha improvisada, la cual Orton perdió en 10 segundos después de una distracción de English. En Hell in a Cell, Orton derrotó a Rusev para ponerle fin al feudo. Alrededor de este tiempo, Orton se afeitó la barba y comenzó a cortarse el cabello a su estilo buzzcut, una apariencia que no había lucido durante más de una década y que le recordó a muchos fanáticos los días de The Legend Killer. En el episodio del 24 de octubre de SmackDown, Orton derrotó a Sami Zayn para ganar un puesto en el Team SmackDown para enfrentar al Team Raw en un Traditional 5-on-5 Survivor Series Men's Match en Survivor Series. Durante el combate, Orton eliminó a Finn Bálor y sobrevivió hasta que solo él y Shane McMahon, capitán del Team SmackDown, permanecieron, pero Braun Strowman lo eliminó y finalmente el Team SmackDown perdió el combate. El 17 de diciembre en Clash of Champions, Orton se unió a Nakamura para enfrentar a Sami Zayn & Kevin Owens, quienes mantuvieron sus trabajos después de llevarse la victoria en una lucha con Shane McMahon y Daniel Bryan como árbitros especiales invitados.

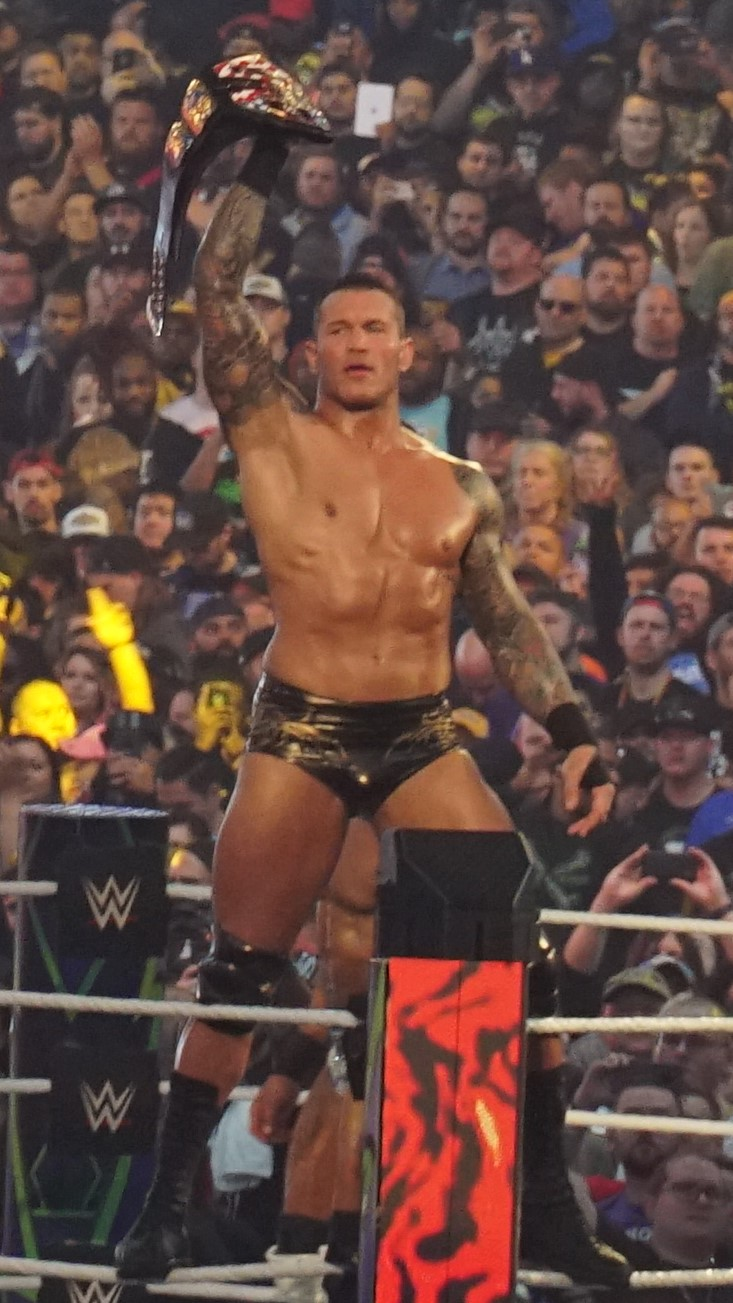
Orton como Campeón de Estados Unidos en WrestleMania 34.

En Royal Rumble, Orton ingresó en el Royal Rumble Match como el número 24, eliminando al Campeón de NXT Andrade "Cien" Almas antes de ser eliminado por Roman Reigns. En el episodio del 6 de febrero de 2018 de SmackDown, Orton atacó al Campeón de Estados Unidos Bobby Roode con un RKO después de que retuviera el título en una lucha contra Rusev, luego Orton hizo lo mismo con Aiden English y Rusev. La semana siguiente en SmackDown, Roode emitió un desafío abierto por el Campeonato de Estados Unidos, el cual Orton respondió antes de ser interrumpido por Jinder Mahal. La lucha por el título fue programada para Fastlane entre Roode y Orton, con Orton derrotando a Roode para capturar el título, convirtiéndose así en el decimoctavo Campeón de Grand Slam. En WrestleMania 34, Orton perdió el título ante Mahal en un Fatal 4-Way Match que también involucró a Roode y Rusev. Dos noches después, en SmackDown, Orton derrotó a Roode y Rusev en un Triple Threat Match para ganar el derecho de desafiar a Mahal a una lucha por el título en Backlash. Sin embargo, Mahal perdió el título ante Jeff Hardy una semana después en Raw, dejando la lucha titular de Orton en Backlash en cuestión. En Backlash, Hardy derrotó a Orton para retener el campeonato. El 18 de mayo, la WWE confirmó que Orton se había sometido a una cirugía exitosa para reparar un desgarro de menisco medial en la rodilla izquierda, dejándolo fuera de acción durante dos meses.

#### Retorno del Legend Killer (2018–2021)
Luego de una breve ausencia, Orton regresó el 15 de julio en Extreme Rules, atacando a Jeff Hardy después de su lucha por el Campeonato de Estados Unidos contra Shinsuke Nakamura, convirtiéndose en heel en el proceso. Dos noches después, en SmackDown, Orton interfirió en la revancha del Campeonato de Estados Unidos y sacó a Hardy del combate, atacándolo antes de lanzarlo sobre la mesa de comentaristas. En el episodio del 21 de agosto de SmackDown, Orton y Hardy se enfrentaron en una lucha que terminó sin resultado, con Hardy atacando a Orton después del combate. La semana siguiente en SmackDown, Orton aceptó el desafío de Hardy para un Hell in a Cell Match en Hell in a Cell, el cual Orton ganó. En el episodio del 25 de septiembre de SmackDown, después de afirmar que estaba buscando a su próxima "víctima", Orton atacó a Tye Dillinger durante y después de su lucha contra Shinsuke Nakamura. En el episodio del 9 de octubre de SmackDown, Orton derrotó a un Big Show que hacía su regreso para clasificarse al torneo por la Copa Mundial de WWE en Crown Jewel. En el evento, Orton perdió ante Rey Mysterio en la primera ronda del torneo. Debido a eso, Orton comenzó un feudo con Mysterio, en el que robó la máscara de Mysterio en el episodio del 21 de noviembre de SmackDown y la llevaría con él durante las siguientes semanas. En TLC: Tables, Ladders & Chairs, Orton perdió ante Mysterio en un Chairs Match.
En el episodio del 1 de enero de 2019 de SmackDown, Orton compitió en un Fatal 5-Way Match para determinar al contendiente número uno al Campeonato de WWE contra Mysterio, Samoa Joe, Mustafa Ali y AJ Styles, pero fue derrotado por Styles. En Royal Rumble, Orton ingresó en el Royal Rumble Match como el número 29, eliminando a Mysterio antes de ser eliminado por Andrade "Cien" Almas. En febrero, Orton compitió en un Elimination Chamber Match por el Campeonato de WWE de Daniel Bryan en Elimination Chamber, donde eliminó a Styles antes de ser eliminado por Kofi Kingston. Luego de eso, Orton comenzó un feudo con AJ Styles, con los dos criticándose mutuamente por su historia en el negocio de la lucha libre. En Fastlane, después de interrumpir la actuación musical de Elias, a quien le aplicó un RKO, Orton fue atacado sorpresivamente por Styles. En WrestleMania 35, Orton perdió ante Styles.
En Money in the Bank, Orton participó en el Money in the Bank Ladder Match, pero el combate fue ganado por Brock Lesnar (quien fue añadido al combate de último momento como reemplazo de Sami Zayn). En el evento Super Show-Down, desde Jeddah, Arabia Saudita, Orton derrotó a Triple H. Después de una breve ausencia, Orton regresó en la edición del 15 de julio de Raw, donde participó en un 10-Man Battle Royal para determinar al contendiente número uno al Campeonato Universal de Brock Lesnar en SummerSlam. Orton fue el último hombre en ser eliminado por el eventual ganador Seth Rollins. En el episodio del 23 de julio de SmackDown, el campeón de WWE Kofi Kingston escogió a Orton como su oponente para SummerSlam en una lucha titular. Kingston hizo referencia a su rivalidad pasada en 2009 cuando Kingston había derrotado a Orton, pero dijo que Orton usó su influencia para mantener a Kingston fuera de la escena del evento principal. Orton dijo que tenía razón al detener a Kingston y aceptó el desafío. En el evento, la lucha por el campeonato terminó en doble cuenta fuera, por lo que Kingston retuvo el título. Dos noches después en SmackDown, Orton & The Revival (Scott Dawson & Dash Wilder) derrotaron a The New Day. Después del combate, Orton atacó a Kingston, aplicándole dos RKO. En el episodio del 10 de septiembre de SmackDown, Orton tuvo una confrontación con Kingston, lo que terminó en una pelea entre los dos hombres, donde Kingston se haría cargo de Orton al hacer que atravesara una mesa, de igual forma como lo hizo hace diez años en el episodio del 16 de noviembre de 2009 de Raw. En Clash of Champions, Orton fue derrotado por Kingston por pinfall, por lo que no logró ganar el Campeonato de WWE.
El 30 de septiembre en la premiere de temporada de Raw, Orton fue nombrado capitán del Team Flair para un 5-on-5 Tag Team Match contra el Team Hogan el 31 de octubre en Crown Jewel. El 6 de octubre en Hell in a Cell, Orton derrotó a Ali en una lucha individual. El 11 de octubre, debido al Draft, Orton fue traspasado a la marca Raw. En Crown Jewel, el Team Flair fue derrotado por el Team Hogan luego de que Roman Reigns (el reemplazo de Rollins como capitán del Team Hogan) cubrió a Orton. El 11 de noviembre en Raw, Orton fue anunciado como uno de los integrantes del Team Raw para enfrentar al Team SmackDown y al Team NXT en un Traditional Survivor Series Elimination Men's Match en Survivor Series. El 18 de noviembre en Raw, Orton & Ricochet se enfrentaron a The Viking Raiders en una lucha por los Campeonatos en Parejas de Raw, pero el combate terminó sin resultado, luego de un ataque de las superestrellas de SmackDown. En Survivor Series, Orton eliminó a Damian Priest antes de ser eliminado por Matt Riddle. Finalmente, el Team Raw perdió el combate. La noche siguiente en Raw, Orton perdió ante Rey Mysterio en un Fatal 4-Way Match para determinar al contendiente número uno al Campeonato de Estados Unidos, el cual también incluyó a Ricochet y Drew McIntyre. Luego, ayudó a Mysterio a vencer a AJ Styles y ganar el título, aplicando un RKO a este último, cambiando a face en el proceso. A partir de ese entonces, Orton reanudaría su feudo con Styles donde ambos intercambiaron victorias, tanto en combates individuales como en equipo.
Iniciando 2020, Orton participó en el Royal Rumble como el #25, donde eliminó a Karl Anderson, antes de que fuera eliminado por Edge (quien acababa de regresar a la empresa durante una ausencia de 9 años). En el episodio de Raw del 27 de enero, Orton interrumpió a su compañero de equipo de Rated-RKO, Edge, preguntándole si volvería a formar equipo con él, pero antes de que Edge respondiera, Orton lo atacó a traición con un RKO y luego le atacó con un Con-Chair-To sobre dos sillas, cambiando a heel una vez más. El feudo con Edge se intensificó más cuando Beth Phoenix (la esposa en la vida real de Edge) habló sobre el estado de su esposo y Orton decidió echarle sal a la herida, acusandola de ser la culpable por la razón de que Copeland volviera a luchar y después de unos insultos, Orton le aplicó un RKO, dejándola tendida en el ring. A principios de marzo, Orton apareció durante la confrontación entre Edge (quien regresaba del brutal ataque para arreglar cuentas debido a los insultos que Orton hizo durante las siguientes semanas) y M.V.P, pero Orton recibió un RKO por parte de Edge, pero escapó antes de que Edge le aplicará el Con-Chair-To sobre M.V.P tras dejarlo noqueado con una llave de sumisión. Con Edge listo para enfrentarse contra Orton en WrestleMania 36, se pactó que el combate entre ellos sería un Last Man Standing Match, donde Orton fue derrotado. 
Luego de un mes sin hacer ninguna aparición, hizo su regreso en el mes de mayo, donde retó a Edge (quien también regresó luego de una semanas de descanso) a un combate más para arreglar la disputa entre ambos en Backlash, que Edge aceptó sin remordimientos. En el evento principal de Backlash, Orton derrotó a Edge tras utilizar el Running Punt Kick. Sin embargo, Edge sufrió una lesión en su tríceps durante el combate, lo que ocasionó que el feudo entre ambos se cancelara.
En junio, Orton comenzó a ser acompañado por Ric Flair, quien se convirtió en su mentor y lo elogió por ser el luchador más grande de todos los tiempos debido a sus combates y victorias durante décadas y realizó una promo declarando que nadie podía vencerlo. Tuvo una lucha contra Christian (quien no había vuelto a luchar hace 5 años y respondió al reto que hizo Orton) a quien derrotó rápidamente tras una distracción de Flair en un Unsanctioned Match, dejándole fuera de combate con su Running Punt Kick. Luego, en el episodio del 6 de julio en Raw derrotó junto a Andrade y Ángel Garza a Big Show y The Viking Raiders (Erik & Ivar) en un Six Man Tag Team Match. En el episodio del 13 de julio derrotó al Campeón 24/7 R-Truth en un combate no titular. En el episodio del 20 de julio se enfrentó contra Big Show en un Unsanctioned Match, donde salió victorioso y también dejándolo fuera de combate con la Running Punt Kick.En el episodio del 27 de julio, Orton declaraba que se merecía una oportunidad por el WWE Championship de Drew McIntyre, retándole y atacandolo con un RKO después de un combate (debido a que McIntyre aceptó su reto de defender el WWE Championship en SummerSlam), iniciando un nuevo feudo entre ambos.
En agosto, Orton terminó su asociación con Flair, debido a que durante una discusión que tuvieron durante el segmento en el cual Flair mencionaba a Randy Orton como el hijo que pudiera tener y considerarlo como un amigo, Orton lo perdonó antes de aplicarle un golpe bajo y una Running Punt Kick, dejándolo fuera de acción, impidiendo que McIntyre le salvara. Debido a que atacó a Shawn Michaels con un RKO y declaraba sus intenciones de convertirse en un catorce veces campeón mundial, atacó también a McIntyre. Sin embargo en SummerSlam, perdió la lucha debido a que McIntyre lo cubrió con un Backslide Pin para retener el campeonato. En el episodio del 24 de agosto, atacó al campeón con tres Running Punt Kick, lo cual lo dejó inactivo durante dos semanas y fue derrotado por Keith Lee en su lucha de debut por descalificación, quien lo confrontó esa misma noche por sus acciones sobre el ataque a McIntyre. En Payback, fue derrotado nuevamente por Lee, esta vez limpiamente. En el episodio del 31 de agosto, Orton derrotó a Kevin Owens tras una interferencia de Aleister Black para clasificar a un Triple Threat Match en el evento principal de la noche que involucró a Seth Rollins (quien derrotó a Dominik Mysterio) y a Keith Lee (quien derrotó a Dolph Ziggler) por una oportunidad al WWE Championship de McIntyre en Clash Of Champions, en la cual salió victorioso después de cubrir a Rollins. En el episodio del 7 de septiembre, Orton dijo que se convertiría en campeón mundial sí McIntyre renunciaba al título, pero fue interrumpido por un furioso McIntyre, quien regresó manejando una ambulancia (a pesar de que este no tener la autorización médica) y se vengó atacando con tres Claymores Kick (de la misma manera como Orton le había atacado dos semanas antes) por lo que estuvo ausente durante una semana. Interfirió durante el combate entre McIntyre y Lee (en el cual si Lee ganaba, reemplazaría a Orton en el evento), atacando a ambos hombres y declaró que su combate sería un Ambulance Match. En Clash Of Champions, Orton no pudo ganar el campeonato, debido a que McIntyre recibió ayuda de Big Show, Christian, Shawn Michaels y Ric Flair (Show le aplicó un Chokeslam, Christian lo lanzó contra una mesa y Michaels le aplicó un Sweet Chin Music encima de la ambulancia) y McIntyre lo dejó inconsciente con un Claymore Kick seguido de la Running Punt Kick y meterlo dentro de la ambulancia para que Ric Flair lo mandara hasta el hospital, por lo que no pudo ganar el campeonato de la WWE. En el episodio del 28 de septiembre, Orton anunció que no había terminado de luchar contra McIntyre y le advirtió al campeón que tarde o temprano el título estaría en sus manos. Esa misma noche, Orton se hizo pasar por un limpiador y utilizando unas gafas de visión nocturna, atacó a las leyendas en el VIP Legends Lounge con una silla, por haberle costado su combate por el campeonato.
En el episodio del 5 de octubre, McIntyre aceptó otra oportunidad por el WWE Championship contra Orton y para ese entonces, sería la tercera vez que Orton se enfrentaría contra McIntyre por el campeonato. Se confirmó entonces que el combate será un Hell In A Cell Match en Hell In A Cell para ambos, lo que se hizo oficial más tarde. Más tarde, Orton derrotó junto a Dolph Ziggler y Robert Roode a Drew McIntyre y los Street Profits en un Six Man Tag Team Match, durante el cual cubrió a McIntyre por pinfall. Esto lo convirtió en el primer luchador en cubrir a McIntyre durante un combate para la cuenta de tres, y terminar el invicto del escocés desde Survivor Series 2019. En el episodio del 12 de octubre en Raw, Orton permaneció en la marca Raw como la selección N.º 2 en la primera ronda como parte del Draft. Después de una serie de confrontaciones y ataques entre Orton y McIntyre durante las siguientes semanas antes del evento, Orton se enfrentó a McIntyre en un Hell In A Cell Match en Hell In A Cell, ganando por décima vez el Campeonato de la WWE y además en su decimocuarto campeonato mundial. Esta victoria convirtió a Orton en igualar el número de reinados de su mentor de Evolution, Triple H con catorce, por detrás de Ric Flair y John Cena que cuentan con dieciséis reinados cada uno. En el episodio del 26 de octubre, Orton afirmó que ya no sería más de The Legend Killer, sino la leyenda, regresando a su gimnick de Apex Predator.
En el episodio del 2 de noviembre, se anunció un duelo de campeones por la competición de marcas en Survivor Series, donde se enfrentaría contra el Campeón Universal Roman Reigns en un Champion vs. Champion Match. Esa misma noche, Orton fue atacado por McIntyre luego de un segmento con Alexa Bliss y The Miz intentaría cobrar el maletín de Money In The Bank, pero el escocés impidió el canje, atacando a Miz y Morrison. Esto hizo que en el episodio del 9 de noviembre, Orton hiciera equipo con The Miz y John Morrison para enfrentarse ante McIntyre y The New Day(Kofi Kingston & Xavier Woods) en un Six Man Tag Team Match, en el cual Orton abandonó a sus compañeros durante la mitad de la lucha, llevándolos a la derrota luego de que McIntyre cubriera a Morrison. Después de esto, Orton debió defender el campeonato ante McIntyre en el episodio del 16 de noviembre en un combate de revancha por el título, pero atacó a McIntyre con una silla para retener el campeonato por descalificación. Sin embargo, el agente de ThunderDome, Adam Pearce, reinició la lucha como un No Disqualification Match, perdiendo el campeonato ante McIntyre y terminando con su reinado a los 22 días y dando como resultado que fuera reemplazado por McIntyre para enfrentarse ante Reigns en Survivor Series. La rivalidad y feudo entre ambos culminó en el episodio del 23 de noviembre cuando Orton perdió una lucha clasificatoria ante AJ Styles en un Triple Threat Match para determinar al próximo retador de McIntyre por el WWE Championship en TLC, debido a una interferencia de "The Fiend" Bray Wyatt, quien le costó la lucha. Tras esto, Orton reanudó su feudo con Bray Wyatt (y su alter ego "The Fiend")  a raíz de su interferencia, la cual comenzó a costarle dichos combates en el proceso. En el episodio del 30 de noviembre, Orton jugó los "Mind Play Games" con Wyatt cuando la ahora aliada de este, Alexa Bliss, invocó a The Fiend apareciendo para rescatarla, lo cual aprovechó Orton para dejarla rápidamente e irse, descubriendo el punto débil (las mujeres) del demonio.
En el episodio del 7 de diciembre, se anunció una lucha entre ambos en TLC que se hizo oficial. Más tarde, Orton fue interrumpido por Wyatt, quien desde su segmento The Firefly Fun House aceptó el reto de enfrentarse contra él esa misma noche, pero el combate quedó sin resultado luego de que The Fiend apareciera en lugar de Wyatt y lo atacara con un Mandible Claw. En el episodio del 14 de diciembre, Orton retó a la personalidad alegre de Wyatt (quien recibió consejos de sus personajes de su show infantil) a un juego de las escondidas, a lo que Wyatt aceptó. Esa noche, Orton lo atacó de sorpresa hasta encerrarlo dentro de un cajón y posteriormente rociar con gasolina y prenderle fuego para "quemar" a Bray Wyatt (haciendo referencia a cómo quemó el complejo de The Wyatt Family tres años antes) dentro del cajón. Sin embargo, The Fiend emergió del cajón (debido a que el demonio no solo poseía su inmunidad a los ataques, sino también a las llamas) y sometió a Orton nuevamente con el Mandible Claw. Debido a esto, el combate para TLC: Tables, Ladders & Chairs entre ambos pasó a ser un Firefly Inferno Match. En el evento principal de TLC, Orton ganó el combate luego de quemar la espalda a The Fiend "Bray Wyatt" y quemandolo vivo (kayfabe). Tres noches después en los Slammy Awards, Orton junto con Edge recibieron el premio a la rivalidad del año Edge vs. Orton. En el episodio del 28 de diciembre, Orton interrumpió a los personajes del Firefly Fun House para luego destruirlos como forma de eliminar el rastro de la personalidad alegre de Wyatt y The Fiend (quien fue mandado al infierno), a pesar de los ruegos de Bliss, quien muy molesta puso a prueba a Orton a quemarla viva como lo hizo a The Fiend en TLC, pero Orton se negó a cometer esa barbaridad.
En el episodio del 4 de enero de 2021, Orton anunció su participación en el Men's Royal Rumble Match para Royal Rumble y encaró a las leyendas para luego insultarlas. Esa misma noche, derrotó a Jeff Hardy. En el episodio del 11 de enero, Orton estaba programado para enfrentarse ante Drew McIntyre en un combate no titular. Sin embargo, cinco horas antes del show, McIntyre dio positivo por COVID-19, dejando a Orton en la zona estelar para enfrentarse contra alguien de su elección. Esa misma noche, se enfrentó ante Triple H (quien reemplazó al escocés y aceptó el reto de enfrentarse luego de que Orton insultará a su esposa) en un Legend's Killer Challenge. Sin embargo, el combate terminó sin resultado debido a una interferencia de Bliss, quien le atacó con un "fireball" en el rostro, dejándolo con quemaduras leves de primer grado. En el episodio del 18 de enero, un "desfigurado" Orton, quien cubrió las quemaduras que sufrió la semana pasada con una máscara, afirmó que no iba a faltar al Royal Rumble Match pese a su condición y que nada le impedirá ganar ese combate, para así convertir los sueños de los demás participantes en cenizas. Sin embargo, en el episodio del 25 de enero, interfirió en el combate del evento principal por el Campeonato Femenino de Raw entre Asuka y Alexa Bliss, aplicando un RKO a esta última y revelando que sus cicatrices habían sanado. Días después, se confirmó en WWE Backstage que Orton participaría en la posición #2 del Royal Rumble Match. En el evento principal de la noche, Orton y Edge (quien fue anunciado en la posición #1 y ya recuperado de su lesión) se atacaron antes de que comenzará el combate y durante el ataque se lesionó, por lo que fue llevado a bastidores, pero regresó en los últimos minutos de la lucha antes de ser eliminado por el eventual ganador, Edge. 
En el episodio del 1 de febrero, Orton retó a Edge a una lucha individual esa misma noche, pero fue derrotado por una interferencia de Alexa Bliss, terminando así su feudo. La siguiente semana, se enfrentó ante el Campeón de WWE Drew McIntyre en una lucha no titular, ganando por descalificación debido a la interferencia de Sheamus. En el episodio del 15 de febrero, Orton participó en un Gauntlet Match para determinar al ganador que entrará en último lugar en Elimination Chamber por el WWE Championship, pero perdió por cuenta fuera gracias a la distracción de Bliss. En el evento, Orton no logró ganar ni el título ni el combate al ser eliminado por Kofi Kingston en primer lugar. Debido a las continuas interferencias de Bliss, Orton la acusó de ser la causante de distraerlo durante las luchas, comenzando paralelamente un feudo con ella. Sin embargo, mientras estaba haciendo una promo, Bliss anunció por medio de su segmento que traería de vuelta a The Fiend por medio de una invocación. Orton comenzó a tener síntomas de una supuesta intoxicación debido a que expulsó un extraño y viscoso líquido negro por su boca mientras hacia un segmento, lo cual esto le resultó muy misterioso para él. Lo que no sabía Orton es que esto era la señal de que la presencia de "The Fiend" estaba cada vez más cerca.
En el episodio del 1 de marzo, Orton fue manipulado por Bliss cuando ella comenzó a jugar con su mente psicológica-mente y realizar un hechizo de misticismo vudú, lo cual le empezó a afectarle durante los combates. En el episodio del 8 de marzo, se enfrentó ante AJ Styles (quien le retó a un combate después de llamarle "débil"), pero perdió gracias a la interferencia de Bliss. En el episodio del 15 de marzo, Orton fue retado por Bliss para un Intergender Match en Fastlane, que se hizo oficial. En el evento, Orton fue derrotado debido a la interferencia y resurgimiento desde las llamas del infierno de The Fiend "Bray Wyatt" (con una versión casi quemada y grotesca), quien ayudó a Bliss a ganar la lucha. La noche siguiente, Orton intentó quemar a The Fiend (quien fue invocado por Bliss), pero este tenía el control completo de su poder y revirtió la decisión sometiéndolo con el Mandible Claw y un Sister Abigail antes de retarlo a una lucha en WrestleMania 37, que Orton aceptó. En el episodio del 29 de marzo, Orton decidió que haría hasta lo imposible para destruir a The Fiend y mandarlo al infierno de una vez por todas, cambiando a tweener. En el evento, Orton derrotó a The Fiend gracias a la traición de Alexa Bliss ante el mismo, finalizando dicho feudo con la pareja.

#### RK-Bro (2021–2022)
En el episodio del 12 de abril, Orton perdió ante Drew McIntyre en un Triple Threat Match que involucró a Braun Strowman para definir al retador de Bobby Lashley por el WWE Championship en Backlash, luego de que McIntyre lo cubriera para ganar la oportunidad titular. En el episodio del 19 de abril, Orton estuvo programado para enfrentarse ante Braun Strowman en un combate individual (este sería el primer enfrentamiento entre ambos) pero por falta de planes creativos, se canceló y esto provocaría que Orton decidiera alejarse de futuras oportunidades titulares por el campeonato mundial. Esa noche, estuvo en un segmento con Riddle, quien quería formar un equipo con él llamado RK-Bro, pero rechazó su petición y se pactó un combate individual entre ellos, donde Orton fue derrotado. Sin embargo. en el episodio del 26 de abril, Orton aceptó formar equipo con Riddle (porque según él, ambos tenían algo en común) y se les asignó un Tag Team Match contra Cedric Alexander y Shelton Benjamin, donde salieron victoriosos luego de que Riddle cubriera a Benjamin.
En el episodio del 3 de mayo, Orton fue atacado por Elías y Jaxson Ryker luego de que estos le lanzaran accidentalmente ponches de tomate que iban dirigidos a The New Day (Kofi Kingston & Xavier Woods) tras bastidores y recomendarle a Riddle tener mucha seriedad y discreción para no comentar nada de lo que pasaba antes y después de los combates. Esto provocó un Tag Team Match entre ambos equipos, donde Orton y Riddle salieron victoriosos. En el episodio del 10 de mayo, Orton y Riddle se asociaron con The New Day (Kofi Kingston & Xavier Woods) para enfrentarse ante Elias y Jaxson Ryker y AJ Styles y Omos en un Eight Man Tag Team Match, donde salieron victoriosos luego de que cubriera a Elias con un RKO, pero luego atacó a Kingston y Woods con otro RKO después del combate para consternación de Riddle, provocando un pequeño feudo entre ambos equipos. Esto condujo a un combate individual en el episodio del 17 de mayo entre él y Kingston (quienes tuvieron un altercado tras bastidores), donde Orton fue derrotado debido a la interferencia de Xavier Woods. Después de estar ausente por una semana, Orton derrotó a Xavier Woods en un combate individual en el episodio del 31 de mayo, cubriéndolo con el Bro-Derek (el movimiento final de Riddle).
En el episodio del 7 de junio, Orton y Riddle participaron en un Over the Top Rope Tag Team Battle Royal para determinar a los retadores por los Raw Tag Team Championship de AJ Styles y Omos, donde eliminaron a The New Day (Kofi Kingston & Xavier Woods) antes de ser eliminados por los ganadores, The Viking Raiders. En el episodio del 14 de junio, RK-Bro (Randy Orton y Riddle) derrotaron a The New Day (Kofi Kingston & Xavier Woods) para terminar el feudo. En el episodio del 21 de junio, Orton se enfrentó ante John Morrison en un combate de clasificación para el Money In The Bank Ladder Match en Money In The Bank, donde fue derrotado debido a una distracción por parte de The Miz. Debido a esto, se pactó un Triple Threat Match para la semana siguiente que también involucraría a AJ Styles y Drew McIntyre (quienes perdieron en los combates clasificatorios ante Ricochet y Riddle, respectivamente) para determinar al último participante en el Money In The Bank Ladder Match de Raw. Sin embargo, Orton no se presentó en el episodio del 28 de junio (por razones desconocidas) y se pactó un Battle Royal para definir al ganador que reemplazaría a Orton en el Last Chance Triple Threat Match del evento principal de esa misma noche. El combate lo ganó Riddle (quien solicitó que quería participar en ese combate para reemplazarlo, a pesar de que ya había ganado un combate de clasificación) y se enfrentó contra Styles y McIntyre. Dominó gran parte de la lucha, hasta que Drew McIntyre le derrotó tras cubrirlo para clasificar al Money In The Bank Ladder Match. Semanas después, fue movido a la lista de luchadores inactivos porque no justificó el motivo de su falta de presencia en los cuadriláteros.
Después de una ausencia de un mes, Orton regresó en el episodio del 9 de agosto con un nuevo aspecto, pero no dio más explicaciones por su ausencia y llamó a Riddle para aclarar que ya no formarían más el grupo. Sin embargo, fue interrumpido por Styles, quien lo retó a una lucha estelar esa misma noche, a lo que Orton aceptó. Después de derrotar a Styles, Riddle celebró con él pero Orton le aplicó un RKO. En el episodio del 16 de julio, Orton explicó sus acciones, diciendo que el RKO que le hizo a Riddle fue porque necesitaba ponerlo en su lugar y que le sirviera de lección. Esa misma noche, se enfrentó ante Omos en un combate individual, pero ganó por descalificación debido a que Styles lo atacó durante el combate, lo que reanudó su feudo con él en el proceso. Sin embargo, Riddle acudió en su ayuda, atacando a Styles. Por este motivo, Orton tomó la decisión de reformar el equipo RK-BRO, luego de que anunciara que Riddle se ganó su respeto, cambiando a face desde enero de 2020. Se confirmó más tarde que él y Riddle se enfrentarán ante Omos y AJ Styles por el Raw Tag Team Championship en un Tag Team Match en SummerSlam, haciéndose oficial el combate. Cinco noches después en SummerSlam, Orton y Riddle ganaron los Raw Tag Team Championship tras derrotar a Styles y Omos en un Tag Team Match. Esta victoria convirtió a Orton en ganar este campeonato con un compañero distinto (habiendo ganado el antiguo Campeonato Mundial en Parejas junto con Edge, respectivamente) después de quince años en Raw. En el episodio del 23 de agosto, Orton contribuyó en la lucha de Riddle contra Styles, atacando a Omos y ayudar a Riddle a ganar el combate. En el episodio del 30 de agosto, Orton y Riddle defendieron el Raw Tag Team Championship ante el campeón de WWE Bobby Lashley y MVP, reteniéndolos con éxito en su primera defensa titular. 
En el episodio del 6 de septiembre, Orton fue retado por Bobby Lashley a un combate individual. Debido a esto, Orton aceptó el reto con la condición de que Lashley pusiera su campeonato en juego para la semana siguiente. Esa misma noche, Orton y Riddle estuvieron como comentaristas invitados para conocer a los ganadores de un Tag Team Turmoil Match que fue ganado por Lashley y MVP, por lo que Orton le aplicó un RKO a Lashley después de que este fuera atacado por Omos. Un día después, se anunció que Orton se enfrentará ante Lashley por el WWE Championship en Extreme Rules, que se hizo oficial. En el episodio del 13 de septiembre, Orton se enfrentó ante Lashley por el título mundial en el evento estelar, pero fue derrotado. Sin embargo, su combate contra Lashley por el título para Extreme Rules fue cancelado después de que este perdiera el campeonato a manos de Big E, quien canjeó el maletín Money In The Bank minutos después de la lucha estelar. En el episodio del 20 de septiembre, Orton derrotó a Styles en un combate individual. Orton se ausentó una semana para tomarse unas pequeñas vacaciones, según lo explicado por su compañero de equipo, Riddle. 
En el episodio del 1 de octubre, Orton y Riddle permanecieron en Raw al ser escogidos como equipo en la selección #6 en la segunda ronda como parte del Draft, manteniendo el Campeonato En Parejas de Raw. Tres noches después, Orton retó a Omos a un combate individual, pero el reto no fue respondido debido a que Orton atacó a Styles. En el episodio del 11 de octubre, Orton salvó a Riddle luego de que fuera derrotado por Omos y atacado por Styles, quien nuevamente recibió un RKO. Debido a esto, cinco días después se anunció un combate entre ambos equipos por los campeonatos en Crown Jewel, que se hizo oficial. En el episodio del 18 de octubre, Orton y Riddle se enfrentaron ante The Street Profits (Montez Ford & Angelo Dawkins) en un Tag Team Match donde los campeonatos estuvieron en juego, pero el combate terminó sin resultado debido a que Styles y Omos atacaron a los cuatro hombres. Sin embargo, dos noches después en el evento, Orton y Riddle derrotaron a Styles y Omos para retener los títulos luego de que Riddle cubriera a Styles, dando por finalizado su feudo con él. Tres noches después, Orton y Riddle se enfrentaron ante Dirty Dawgs (Robert Roode & Dolph Ziggler) (quienes ganaron una oportunidad al Raw Tag Team Championship tras vencer a The Street Profits (Montez Ford & Angelo Dawkins) y Alpha Academy (Chad Gable & Otis) en un Triple Threat Tag Team Match), saliendo victoriosos luego de que Riddle cubriera a Ziggler para retener los títulos, empezando un pequeño feudo con ellos.
Dos semanas después, Orton y Riddle se asociaron con los Street Profits para enfrentarse ante AJ Styles, Omos y Dirty Dawgs en un 8-Man Tag Team Match, donde fueron derrotados luego de que Ziggler cubriera a Riddle, pero Orton atacó a Ziggler con un RKO. En el episodio del 15 de noviembre, Orton salvó a Riddle y al campeón Big E de un ataque de los Usos y Seth Rollins, por lo que se pactó un Six-Man Tag Team Match, pero fueron derrotados luego de que Rollins cubriera a Riddle, pero salvó a su compañero de un posterior ataque de The Usos, aplicando un RKO Outta Nowhere a Jey Uso. Esa misma noche, la WWE anunció que ellos se enfrentarán ante The Usos en un Champions vs. Champions Match en Survivor Series. Cuatro noches después en Survivor Series, Orton y Riddle derrotaron a The Usos (Jey & Jimmy Uso) en un Champions vs. Champions Match no titular. Esta victoria convirtió a Orton en ser el primer luchador de la WWE en tener el mayor número de apariciones en pay-per-view y shows semanales con un total de 177, igualando a Kane, que tenía la marca de 177 apariciones (si Orton ganaba una lucha más, rompería el recórd de sus apariciones). La noche siguiente en Raw, Orton estuvo en ringside para el combate individual entre Riddle (quien imitó la entrada, la pose, la vestimenta y el finisher de su compañero) y Dolph Ziggler (quien estuvo acompañado de Robert Roode), en el cual Riddle salió victorioso. Después del combate, Roode intentó atacar a Riddle, pero Orton atacó a Roode con el Bro-Derek. En el episodio del 29 de noviembre, Orton y Riddle derrotaron a Ziggler y Roode en un Tag Team Match para retener los Raw Tag Team Championship exitosamente, poniendole fin al feudo con ellos. Con esta victoria, Orton logró romper su recórd con un total de 178 apariciones. 
En el episodio del 6 de diciembre, Orton y Riddle estuvieron como comentaristas corresponsales invitados para presentar un torneo llamado RK-Bronament durante el cual se enfrentarán algunos equipos para recibir una oportunidad por el Raw Tag Team Championship, cuyo final se pactaría un Tag Team Match entre los dos equipos finalistas. Sin embargo, Orton decidió marcharse para dejar a Riddle (porque declaró que su carrera como corresponsal había terminado) a cargo del torneo. En el episodio del 13 de diciembre, Orton estuvo en la esquina de Riddle en un combate individual contra el compañero de Chad Gable, Otis. Sin embargo, Otis ganaría el combate. Después de esto, Orton intentó atacar a Otis, pero atacó a Gable con un RKO, solo para que Otis dejara fuera de combate a Orton, lo que provocó un pequeño feudo entre ambos equipos. En el episodio del 20 de diciembre, Orton derrotó a Gable en un combate individual, donde después de la lucha Otis intentaría atacarlo, pero debido a la resistencia de este, Orton falló en aplicarle tres  RKO, por lo que decidió retirarse para evitar una confrontación. Seis noches después en un evento en vivo,  RK-BRO derrotaron a Los Mysterios (Rey Mysterio & Dominik Mysterio) y The Stree Profits (Montez Ford & Angelo Dawkins) para retener los campeonatos en un Steel Cage Match. En el episodio del 27 de diciembre, Orton y Riddle estuvieron celebrando para finalizar el año con su reinado como Campeones en Parejas de Raw, pero fuero interrumpidos por Alpha Academy (Chad Gable &
Otis), quienes los retaron a un combate individual entre ellos por separado. Debido a esto, Orton y Riddle aceptaron su reto y derrotaron a Otis y Gable, respectivamente esa misma noche. Después de esto, se anunció que RK-Bro defenderán los campeonatos ante The Street Profits (quienes ganaron el torneo tras derrotar a los Mysterio en la final) en Day 1, haciéndose oficial la lucha.
En Day 1, Orton y Riddle derrotaron a The Street Profits para retener los Campeonatos en Parejas de Raw, iniciando exitosamente el 2022. Dos noches después en Raw, Orton y Riddle fueron interrumpidos y atacados por Alpha Academy (Chad Gable & Otis), para luego enfrentarse contra los mismos esa misma noche en un Tag Team Match, pero perdieron el combate. Debido a esto, RK-Bro tuvieron que defender los campeonatos ante Gable y Otis en un Tag Team Match en la semana siguiente dos días antes del show. Finalmente en el episodio del 10 de enero, Orton y Riddle perdieron los campeonatos ante Gable y Otis, luego de que este último lo cubriera, terminando su reinado a los 143 días. En el episodio del 17 de enero, Orton en compañía de Riddle atacaron a Alpha Academy y les arruinaron la celebración, pero Gable y Otis los retaron a un competencia de exámenes para determinar si son aptos para ser retadores a los campeonatos, a lo que Orton aceptó. En el episodio del 24 de enero, Orton y Riddle anunciaron su participación en el Men's Royal Rumble Match en Royal Rumble. Más tarde esa noche, Orton y Riddle junto con Alpha Academy, participaron en la primera parte del examen que consistía en deletrear palabras, la cual Orton y Riddle ganaron y más adelante derrotó a Gable (quien perdió la primera parte de la competencia) en una lucha individual gracias a la ayuda de Riddle. Un día después, Orton reveló la razón por la que no se presentó en el mes de julio del año pasado: había dado positivo por COVID-19 y no se lo comunicó a WWE, ya que sí no estaba apto de presentarse en esas condiciones, hubieran cambiado los planes de obtener una oportunidad a los Campeonatos en Parejas de Raw, pero decidió no hablar y permaneció recuperándose de la enfermedad, tomando precauciones para evitar que su familia se enfermara. Cuatro noches después en Royal Rumble, Orton participó en el Men's Royal Rumble Match con la entrada #29 y junto a Riddle eliminaron a Otis y Big E antes de ser eliminado junto a su compañero por el eventual ganador, Brock Lesnar. 
Días antes, Orton había solicitado a la empresa un tiempo fuera para poder pasar más tiempo con su familia y recuperarse al 100%, pero por cambio de planes en el guion y por parte de los creativos, fue obligado a aparecer en el show debido a una renovación de planes no específicos que se generaron después de Royal Rumble. Tras una semana de ausencia (la cual se justificó debido a que padecía las secuelas de su caso positivo por COVID-19), Orton regresó en el episodio del 7 de febrero para participar en la tercera parte de la competencia impuesta por Alpha Academy, (la segunda parte de la competencia que consistió en una carrera de scouters, fue ganada por Gable debido a la intromisión de Otis, quien fue derrotado por Riddle en una lucha de clasificación a un Elimination Chamber Match en Elimination Chamber), la cual consta de una serie de preguntas. Como los dos equipos estaban empatados con un marcador de 1-1, RK-Bro ganaron la competencia de preguntas y como resultado obtuvieron su revancha por los Campeonatos en Parejas de Raw, dejando el marcador a 2-1. Más tarde esa misma noche, Orton salvó a Riddle de un ataque de Kevin Owens (quien interfirió en la lucha del evento estelar entre Riddle vs. Seth "Freakin" Rollins, atacando a Riddle para provocar la descalificación), quien recibió un RKO. Tras esto, se pactó un Tag Team Match entre RK-Bro vs. Rollins y Owens, en el cual fueron derrotados luego de que Rollins cubriera a Riddle, pero Orton le aplicó otro RKO a Owens después del combate. Tras esto, se anunció una lucha entre Rollins y él para la semana siguiente. En el episodio del 14 de febrero, Orton no quiso participar en la celebración que Riddle había preparado por su triunfo en la competencia de la semana pasada (porque se rehusó a ponerse un vestido griego), dejando a este solo a cargo de la celebración. Esa misma noche, en el evento estelar, Orton se enfrentó por primera vez ante Rollins en un combate individual desde 2015, pero perdió el combate tras una distracción que provocaron Alpha Academy y Riddle (quien fue atacado por Gable y Otis a comienzos de la noche tras arruinar la celebración). En el episodio del 21 de febrero, Orton (quien se afeitó el bigote haciendo referencias a su gimnick de The Viper) y Riddle se enfrentaron ante el equipo de Seth "Freakin" Rollins y Kevin Owens en un Tag Team Match en el evento estelar de esa misma noche, con la condición de que si Rollins y Owens ganaban, serían agregados a un Triple Threat Tag Team Match por los Raw Tag Team Championship de Alpha Academy. Sin embargo, RK-Bro fueron derrotados cuando Owens cubrió a Riddle y fueron añadidos a ese combate, cuya defensa titular será en dos semanas. En el episodio del 28 de febrero, Orton y Riddle se enfrentaron ante The Street Profits (Montez Ford & Angelo Dawkins) en un Tag Team Match, donde fueron derrotados (ya que durante el combate, Orton no pudo levantarse debido a que Ford le aplicó un Frog Splash desde la tercera cuerda, pero este no calculó bien el lugar donde tenía que aterrizar y acabó cayendo de lleno sobre sus costillas accidentalmente, por lo que tuvieron que improvisar para terminar la lucha, siendo llevado Orton después del combate para el área de bastidores).
En un evento no televisado en Madison Square Garden, Orton y Riddle se enfrentaron ante Alpha Academy en un Tag Team Match por los campeonatos, pero fueron derrotados. A pesar de eso, atacaron a sus rivales con RKO. En el episodio del 7 de marzo, Orton y Riddle derrotaron a Alpha Academy (Chad Gable & Otis) y a Seth "Freakin" Rollins y Kevin Owens en un Triple Threat Tag Team Match para ganar por segunda vez consecutiva los Raw Tag Team Championship. Tras esto, Orton felicitó a Riddle y declaró que había esperado este momento durante 20 años para anunciar que Riddle es su mejor amigo, reformando así su amistad. En el episodio del 14 de marzo, Orton (quien se encargó de prepararle la celebración por su segundo reinado como Campeón en Parejas de Raw) y Riddle hablaron de la victoria de la semana pasada, pero serían interrumpidos por The Street Profits (Montez Ford & Angelo Dawkins), quienes según ellos, se merecían una oportunidad por los títulos tras haber derrotado a RK-Bro dos semanas antes. Aunque al principio se negó, Orton finalmente aceptó darles dicha oportunidad para enfrentarse ante ellos en WrestleMania 38. Esa misma noche, Orton estuvo en ringside para apoyar a su compañero mientras que Dawkins hiciera lo mismo. Sin embargo, el combate quedó sin resultado debido a que Alpha Academy interfirió y atacó a ambos equipos. Debido a dicha interferencia, se anunció que RK-Bro defenderán los Raw Tag Team Championship ante Alpha Academy y The Street Profits, pasando a ser un Triple Threat Tag Team Match. En el episodio del 21 de marzo, RK-Bro se enfrentaron ante Alpha Academy en una lucha no titular, donde salieron victoriosos luego de que Riddle cubriera a Gable con un Bro-Derek. Cinco noches después, se anunció que Orton y Riddle se enfrentarán ante The Usos (Jey y Jimmy Uso) en un Tag Team Match no titular. En el episodio del 25 de marzo, Orton y Riddle se enfrentaron a The Usos en un Tag Team Match en el evento principal de esa misma noche, el cual ganaron por descalificación debido a que The Street Profits los atacaron antes de ser salvados por Shinsuke Nakamura y Rick Boogs, quienes sacaron a The Usos. Después de la lucha, atacaron a Ford y Dawkis con un RKO simultáneo. Cinco noches después en WrestleMania 38, RK-Bro derrotaron a The Street Profits (Montez Ford & Angelo Dawkins) y a Alpha Academy (Chad Gable & Otis) en un Triple Threat Tag Team Match para retener los campeonatos. Esta victoria convirtió a Orton en ser el primer luchador en llegar a las cinco ediciones de WrestleMania portando un campeonato diferente: Campeón Intercontinental en WrestleMania XX; Campeón de WWE en WrestleMania XXIV; Campeón Mundial Peso Pesado de WWE en WrestleMania XXX; Campeón de los Estados Unidos en WrestleMania 34 y Campeón en Parejas en Raw con Riddle en WrestleMania 38 hasta el momento, obteniendo un récord en el proceso.
En el episodio del 4 de abril, Orton y Riddle se asociaron con Finn Bálor para enfrentarse ante The Usos y Austin Theory en un Six-Man Tag Team Match, pero fueron derrotados luego de que Theory cubriera a Bálor. En el episodio del 11 de abril, Orton y Riddle derrotaron a Alpha Academy (Chad Gable y Otis) en un Tag Team Match para terminar su feudo con ellos. Sin embargo, fueron interrumpidos por The Usos y The Street Profits (ya que los primeros los retarían a una lucha de unificación por sus títulos y los otros querían una oportunidad más a los mismos). Para arreglar el incidente, Orton y Riddle estuvieron como comentaristas invitados para presenciar el Tag Team Match de los dos equipos y dependiendo del resultado, Orton y Riddle decidirán si aceptan su reto. Después de que The Usos ganaran la lucha, los confrontarían para posteriormente ser atacados por ellos, empezando un nuevo feudo entre ambos equipos. Cuatro noches después, Orton y Riddle hicieron una aparición en SmackDown y en nombre de RK-Bro, aceptaron el reto de The Usos para unificar los campeonatos de ambas marcas. Más tarde, en el evento principal de la noche, estuvo en la esquina de Riddle para enfrentar a Jimmy Uso en un combate individual, el cual terminó ganando. Debido a esto, la lucha fue pactada para WrestleMania Backlash, haciéndose oficial el combate. Dos noches después en Raw, Orton y Riddle se enfrentaron ante The Street Profits (Montez Ford & Angelo Dawkins) en un Tag Team Match no titular, donde perdieron ante ellos debido a que la música de entrada de The Usos les causara la distracción. Días después, la WWE comenzó a nombrar los momentos de Orton con el hastag #OrtonWeek. Cuatro noches después en SmackDown, Orton estuvo nuevamente en la esquina de Riddle durante un combate individual contra Jey Uso, que Riddle ganó. Más tarde en esa misma noche, Orton y Riddle fueron parte de un Lumberjack Match entre Drew McIntyre y Sami Zayn, pero fueron atacados una vez más por The Usos. Se anunció que la WWE hará una celebración en homenaje a Orton en el episodio del 25 de abril (fecha que fue su memorable debut) tras sus veinte años de carrera en la lucha libre profesional. En dicho episodio durante su celebración se mostró su paso por la lucha libre y sus mejores logros que ha obtenido durante su carrera. Después de esto, Orton agradeció a los luchadores John Cena, Triple H, The Undertaker y Mick Foley por su trayectoria durante todos estos años, agradeciendo también a Riddle por su amistad dentro y fuera del ring y también al roster principal por su carisma y cooperación. Luego de un apretón de manos con su compañero y también luchador Cody Rhodes y con Ezekiel, fueron interrumpidos por Seth "Freakin" Rollins, Kevin Owens y The Usos (Jey & Jimmy Uso) debido a que los cuatro hablaron muy mal de sus rivales, por lo que Adam Pearce pactó un 8-Man Tag Team Match en el evento principal de esa misma noche. En dicha lucha, Orton, Riddle, Rhodes y Ezekiel salieron victoriosos, no sin antes aplicar cuatro RKO a sus adversarios durante la misma. Dos noches después, se anunció que la lucha de unificación de títulos entre RK-Bro y The Usos se decretaría como un Winner Takes All Match, cuya firma de contrato se llevara a cabo en el episodio del 29 de abril (pregrabado el 22 de abril). En dicho segmento y firma, ambos equipos se atacaron mutuamente antes de que Roman Reigns ayudara a sus primos. Sin embargo, Orton y Riddle recibieron ayuda por parte de Drew McIntyre, quien acudió a ayudarlos y atacó a Reigns y The Usos para igualar las probabilidades. Debido a que el escocés y el campeón indiscutido se involucraron en la pelea, fue cancelada la lucha de unificación de los campeonatos de ambas marcas y en su lugar, se pactó un Six-Man Tag Team Match donde Orton y Riddle junto con McIntyre se enfrentarán ante The Bloodline en WrestleMania Backlash, haciéndose oficial la lucha.
En el episodio del 2 de mayo, Orton y Riddle atacaron de la nada a The Usos mientras Reigns estaba a punto de hacer una promo y junto a McIntyre, atacaron a la facción antes de ser separados por los árbitros. Cuatro noches después, Orton y Riddle junto a McIntyre hablaron sobre lo que significaba para ellos la frase: "Acknowledge Me" y luego de que cada uno diera una versión de la misma frase, fueron interrumpidos por Reigns y The Usos, quienes los atacaron después de una confrontación, pero revirtieron el ataque sobre ellos. Dos noches después en el evento principal de WrestleMania Backlash, Orton y Riddle junto a McIntyre fueron derrotados luego de que Reigns cubriera a Riddle. Una noche después en Raw, Orton y Riddle pidieron una lucha más a The Usos para la unificación de los campeonatos de ambas marcas porque aunque perdieron la lucha, no han ganado la guerra. Sin embargo, fueron interrumpidos nuevamente por The Street Profits para una lucha titular en un Tag Team Match, donde Orton y Riddle ganaron el combate luego de que Riddle cubriera a Ford para retener los títulos, finalizando su feudo con The Street Profits. Cuatro noches después en SmackDown, Orton estuvo en la esquina de Riddle, quien derrotó a Sami Zayn en un combate individual. Más tarde, en el evento principal de esa misma noche, Orton y Riddle retaron a The Usos a poner sus campeonatos en una lucha más en donde pondrán también en juego sus títulos en un Winners Take All Match, a lo que The Usos aceptaron el reto y la lucha se pactó para el próximo episodio de SmackDown. Dos noches después, Orton no se presentó en el episodio del 16 de mayo en Raw por razones desconocidas y su compañero Riddle, derrotó a Jimmy Uso en un combate individual. Cuatro noches después en el evento principal de  SmackDown, Orton y Riddle fueron derrotados por The Usos en un Winner Takes All Match donde los SmackDown Tag Team Championship de estos estaban en línea y perdieron sus campeonatos ante ellos tras una interferencia de Reigns, terminando su reinado a los 74 días. Después de la lucha, tanto Orton como Riddle fueron atacados brutalmente por The Bloodline, recibiendo Orton un ataque con una escalera metálica por cortesía de The Usos y una Guillotine Choke por parte de Reigns. Tras esto, en el episodio del 23 de mayo para explicar su ausencia, Riddle dijo que Orton sufrió una lesión en la espalda como resultado del brutal ataque (kayfabe) y por esa razón no se presentó esa noche. Esto fue utilizado para sacar a Orton de la programación de Raw debido a que tenía problemas de salud en la espalda, lo cual lo dejaría fuera de acción durante un tiempo no específico. Sin embargo, dos días después, se reveló que la lesión de Orton se agravó más de lo esperado porque tenía problemas con su espina dorsal y pese a su edad, estará siendo revisado por cirujanos y neurocirujanos ortopédicos para determinar si se someterá a un tratamiento o cirugía, dejándolo inactivo durante una fecha sin especificar. No obstante, su lesión realmente requerirá cirugía que lo mantendrá fuera de los cuadriláteros durante todo el resto del año. Esto también provocó que fueran cancelados los planes para enfrentarse ante Roman Reigns por el Campeonato Universal Indiscutido en SummerSlam.
Tras la larga ausencia que mantuvo Orton durante todos estos meses, su asociación con Matt Riddle le puso fin a RK-Bro. El exluchador y miembro del Hall Of Fame, Kurt Angle, anunció que Orton pasó por el quirofano a finales de noviembre y se requirió de una fusión lumbar en su espalda. La operación fue exitosa, pero el proceso de recuperación lo mantendrá alejado de los cuadriláteros durante otros meses.

#### Regreso de la lesión (2023-presente)
En el episodio del 20 de noviembre del 2023 de Raw, después de una pausa de 18 meses, se reveló que Orton regresaría a Survivor Series: WarGames el 25 de noviembre como el quinto miembro del equipo de Cody Rhodes (que también incluía a Seth "Freakin Rollins, Jey Uso y Sami Zayn) en el combate de WarGames contra The Judgment Day (Damian Priest, Finn Bálor, "Dirty" Dominik Mysterio y JD McDonagh) y Drew McIntyre. En el evento, Orton fue el último participante en Después del combate, su equipo derrotó a Judgment Day, en un momento destacado se vio a Zayn y Rollins arrojar a McDonagh desde lo alto de la jaula con Orton atrapándolo con un RKO. En el siguiente episodio de Raw, Orton hizo una promoción diciendo que tenía asuntos pendientes con The Bloodline pero fue interrumpido por Rhea Ripley, miembro de Judgment Day, y atacado por McDonagh y Mysterio. Más tarde esa noche, Orton perdonó a Jey Uso por su pasado con The Bloodline y derrotó a Mysterio.
En el episodio del 1 de diciembre de SmackDown, se reveló que Orton era agente libre. Esa noche se firmó un contrato para determinar con qué marca firmaría Orton. Después de que The Bloodline de SmackDown (Jimmy Uso y Solo Sikoa) atacaran a Orton, posteriormente firmó con SmackDown.

## Vida personal
En noviembre de 2005 anunció su compromiso con su novia Samantha Speno. Su boda se realizó el 21 de septiembre de 2007. En diciembre de 2007 anunció que tendrían su primer hijo, una niña. Su hija nació el 13 de julio de 2008 y la llamaron Alanna Marie Orton. El 10 de julio de 2013 se divorciaron. En noviembre de 2015, se casó por segunda vez, con Kimberly Kessler. El 22 de noviembre de 2016 nace su segunda hija llamada Brooklyn Rose Orton.
Orton sufre de hipermovilidad en ambos hombros, lo que ha sido la causa de casi todas sus lesiones a lo largo de su carrera, dejándolo fuera de juego a través de incidentes que van desde realizar una de sus burlas características durante un combate hasta cosas inocuas como sacar la basura en hogar.
Orton es amigo personal de los también luchadores Edge, Sheamus, Triple H, Chris Jericho y John Cena (irónicamente su mayor rival dentro de WWE).

## Controversias

### Polémica de esteroides
En marzo de 2007, Sports Illustrated publicó un artículo en su sitio web parte de su serie continua que investiga un anillo de esteroides y hormona de crecimiento utilizado por varios atletas de distintos deportes. El artículo mencionaba a varios luchadores actuales y anteriores de WWE, incluido el mismo Orton, quien presuntamente obtuvo nandrolona, oxandrolona, estanozolol y testosterona medicamentos auxiliares anastrozol y citrato de clomifeno. WWE simplemente afirmó que las acusaciones precedieron a su Programa de Bienestar de Talentos, lanzado en febrero de 2006.

### Caso legal sobre tatuajes
En 2018, Catherine Alexander, la tatuadora personal de Orton, presentó una demanda contra Take-Two Interactive y 2K Games por el uso no aprobado de sus tatuajes con derechos de autor a su imagen en su serie de videojuegos WWE 2K. Catherine argumentó que la copia de los tatuajes infringía sus derechos de creadora autorizada. Take-Two argumentó uso legítimo; dado que había una disputa material sobre esa cuestión, el juez denegó la moción de la compañía para un juicio sumario y accedió a la moción de Catherine sobre el tema de la copia, dejando el uso legítimo el único tema a tratar.
Se programó un juicio para septiembre de 2021, pero se pospuso debido a la pandemia de COVID-19. El juicio continuó en octubre de 2022, y el juez falló a favor de la tatuadora y declaró que tenía derecho a una indemnización de 3.750 dólares.

## Filmografía

### Películas
| Año  | Título                       | Papel       | notas |
| 2011 | That's What I Am             | Ed Freel    |       |
| 2013 | 12 Rounds 2: Reloaded        | Nick Malloy |       |
| 2015 | The Condemned 2: Desert Prey |             |       |
| 2016 | The Shooter (SERIE)"         |             |       |
| 2019 | Changeland                   | Martin      |       |

## Campeonatos y logros
- Ohio Valley Wrestling

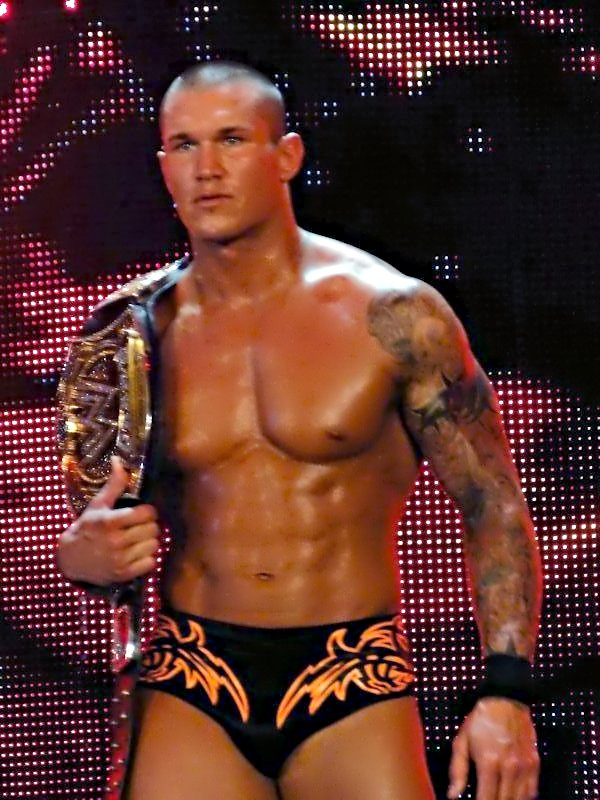
Orton durante su cuarto reinado como Campeón de la WWE.

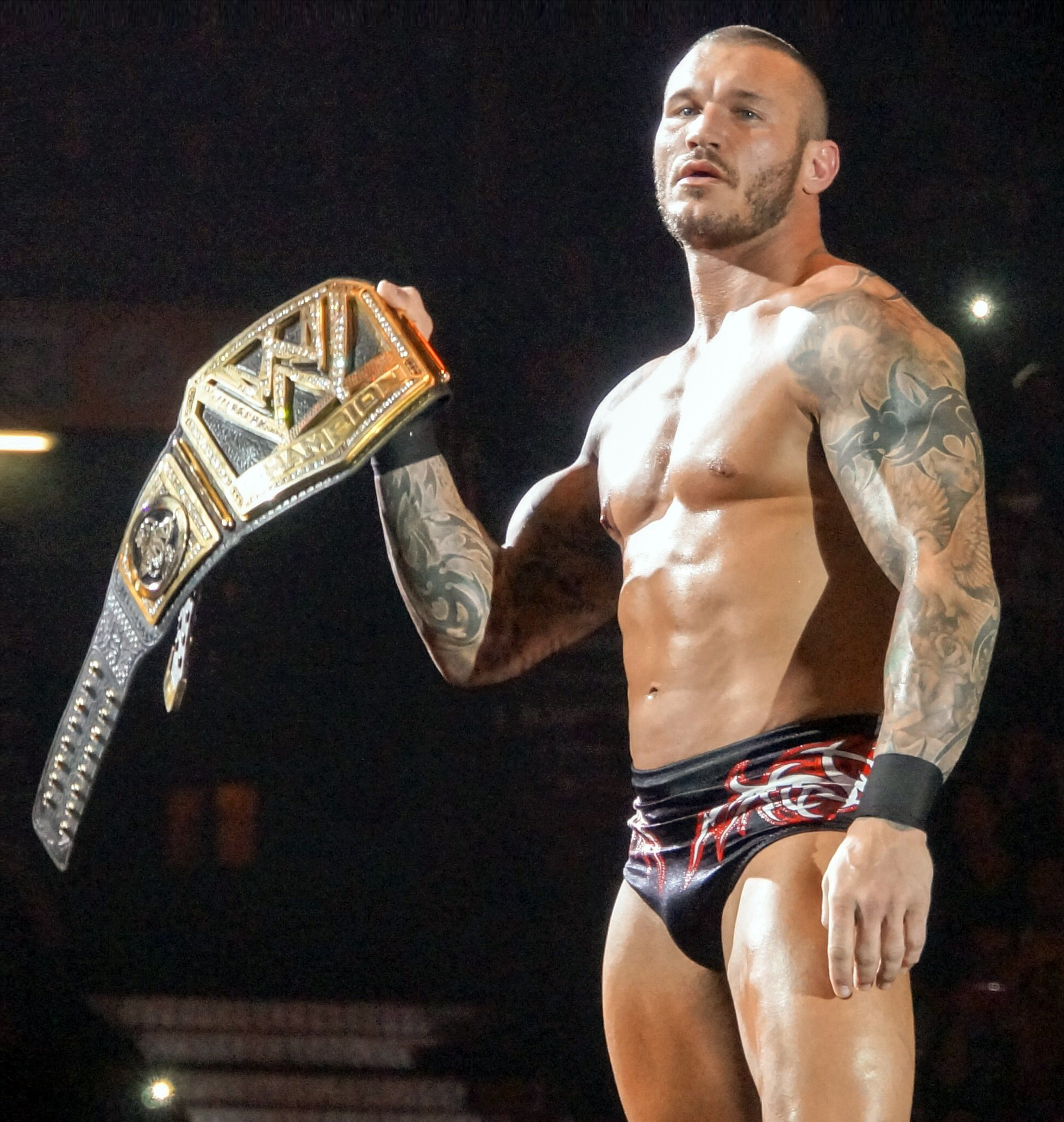
Orton como Campeón de la WWE en 2013.

  - OVW Hardcore Championship (2 veces)

- World Wrestling Entertainment/WWE
  - WWE Championship (10 veces)[3]
  - World Heavyweight Championship (4 veces)
  - WWE Intercontinental Championship (1 vez)[3]
  - WWE United States Championship (1 vez)
  - World Tag Team Championship (1 vez) - con Edge[3]
  - Raw Tag Team Championship (2 veces) - con Riddle
  - SmackDown Tag Team Championship (1 vez) - con Bray Wyatt y Luke Harper[3]
  - Royal Rumble (2009)
  - Royal Rumble (2017)
  - Money in the Bank (2013)
  - Elimination Chamber (2014)
  - Triple Crown Championship (decimoséptimo)[3]
  - Grand Slam Championship (vigésimo noveno)
  - Slammy Award for Hashtag of the Year (2014) – #RKOOuttaNowhere[471]
  - WWE Year–End Award for Shocking Moment of the Year (2018) – Tearing Jeff Hardy's ear[472]
- Pro Wrestling Illustrated
  - Luchador del año (2009)[473]
  - Luchador del año (2010)[474]
  - Debutante del año (2001)[475]
  - Feudo del año (2009) vs. Triple H
  - Luchador que más ha mejorado (2004)[476]
  - Luchador más odiado (2007)[477]
  - Luchador más odiado (2009)[477]
  - Luchador más popular del año (2010)
  - Situado en el Nº217 en los PWI 500 de 2001[478]
  - Situado en el Nº33 en los PWI 500 de 2002[479]
  - Situado en el Nº62 en los PWI 500 de 2003[480]
  - Situado en el Nº5 en los PWI 500 de 2004[481]
  - Situado en el Nº29 en los PWI 500 de 2005[482]
  - Situado en el Nº30 en los PWI 500 de 2006[483]
  - Situado en el Nº15 en los PWI 500 de 2007[484]
  - Situado en el Nº1 en los PWI 500 de 2008[485]
  - Situado en el Nº5 en los PWI 500 de 2009
  - Situado en el Nº4 en los PWI 500 de 2010[486]
  - Situado en el Nº2 en los PWI 500 de 2011
  - Situado en el Nº14 en los PWI 500 de 2012[487]
  - Situado en el Nº15 en los PWI 500 de 2013[488]
  - Situado en el Nº2 en los PWI 500 de 2014
  - Situado en el Nº6 en los PWI 500 de 2015
  - Situado en el Nº59 en los PWI 500 de 2016
  - Situado en el Nº13 en los PWI 500 de 2017
  - Situado en el Nº18 en los PWI 500 de 2018[489]
  - Situado en el Nº38 en los PWI 500 de 2019
  - Situado en el Nº48 en los PWI 500 de 2020
  - Situado en el Nº12 en los PWI 500 de 2021
  - Situado en el Nº47 en los PWI 500 de 2022

- Wrestling Observer Newsletter
  - Luchador que más ha mejorado (2004)[490]
  - Luchador más sobrevalorado (2013)[491]
  - Peor lucha del año (2017) vs. Bray Wyatt en 2 de abril

1 Durante su octavo reinado unificó su WWE Championship con el World Heavyweight Championship formando el WWE World Heavyweight Championship.